# Hugues Capet
Vous lisez un « article de qualité » labellisé en 2008.
Pour les articles homonymes, voir Capet.
Hugues Capet est un roi franc issu de la branche robertienne et fondateur de la dynastie capétienne. Il est né vers 939-941, probablement à Dourdan, et mort le 24 octobre 996, probablement au lieu-dit aujourd'hui inhabité « Les Juifs », près de Prasville. Il a été duc des Francs (960-987), puis roi des Francs (987-996). Fils de Hugues le Grand et de son épouse Hedwige de Saxe, Hugues Capet est l'héritier des puissants Robertiens, une lignée en compétition pour le pouvoir avec la dynastie carolingienne et les grandes familles aristocratiques de Francie aux IXe et Xe siècles, mais, par sa grand-mère paternelle Béatrice de Vermandois, il descend également d'un Carolingien, Bernard roi d'Italie, petit-fils de Charlemagne. Hugues Capet est le premier roi à abandonner le germanique au profit de l'ancien français.
La fin du Xe siècle connaît le début d'une révolution économique et sociale qui trouve son apogée vers 1100. Les progrès agricoles, le début des défrichements et l'augmentation des capacités d'échanges entraînée par l'introduction du denier d'argent par les premiers Carolingiens, entraînent une dynamique économique encore timide mais réelle. Dans le même temps, la fin des invasions et la poursuite des guerres personnelles entraînent la construction des premiers châteaux privés où les paysans peuvent trouver refuge. En parallèle, la nouvelle élite guerrière, les chevaliers, entre en concurrence avec l'ancienne aristocratie foncière carolingienne. Pour canaliser ces nouveaux venus et pour assurer la protection de leurs biens, l'aristocratie et l'Église soutiennent et exploitent le mouvement de la paix de Dieu. C'est dans ce contexte qu'Hugues Capet peut instaurer la dynastie capétienne.
Il bénéficie tout d'abord de l'œuvre politique de son père qui parvient à contenir les ambitions de Herbert II de Vermandois, puis à en neutraliser la lignée. Cependant, cela ne peut se faire qu'en aidant les Carolingiens, pourtant totalement évincés de la course à la couronne depuis la déchéance de Charles le Simple, à se maintenir. En 960, Hugues Capet hérite du titre de duc des Francs obtenu par son père en échange de la concession de la couronne à Louis IV d'Outremer. Mais, avant de parvenir au pouvoir, il doit se libérer de la tutelle des Ottoniens et éliminer les derniers Carolingiens. C'est avec le soutien de l'Église, et en particulier de l'évêque Adalbéron de Reims et de Gerbert d'Aurillac, tous deux proches de la cour ottonienne, qu'il est enfin élu et sacré roi des Francs en 987.
La relative faiblesse de Hugues Capet est paradoxalement un atout pour son élection par les autres grandes familles avec le soutien des Ottoniens, car il est peu menaçant aux yeux des grands vassaux et pour les ambitions impériales. Cependant, si effectivement le nouveau roi ne parvient pas à soumettre ses vassaux indisciplinés, son règne voit une modification de la conception du royaume et du roi. Ainsi, Hugues Capet renoue avec l'Église en s'entourant systématiquement des principaux évêques et se rapproche de l'aristocratie en s'alliant avec les grands princes territoriaux (le duc de Normandie ou le comte d'Anjou), ce qui renforce son trône. Cette histoire du premier Capétien nous est surtout connue grâce au moine lettré Richer de Reims.
La Francia occidentalis se trouve définitivement séparée de l'Empire et le premier Capétien, comme ses successeurs, met toute son énergie à créer une dynastie pérenne en consolidant son pouvoir sur son domaine et en y associant son fils Robert le Pieux le jour de Noël de l'an 987. En 996, à la mort de son père, Robert le Pieux est couronné. Ainsi fondée, la dynastie capétienne règne sur la France sans interruption jusqu'à la Révolution, puis de la Restauration à 1848. Cette maison donne également naissance à des lignées de souverains en Espagne, en Italie, au Luxembourg, en Hongrie, au Portugal et au Brésil.

## Biographie

### Sources primaires
L'étude du règne de Hugues Capet présente plusieurs problèmes causés par les lacunes documentaires. Aucun lettré de son temps n'a jugé nécessaire de rédiger sa biographie. Des éléments épars figurent dans l'histoire contemporaine rédigée par le moine Richer de Reims, dans la Correspondance de Gerbert d'Aurillac puis dans l'œuvre d'Abbon de Fleury, tous clercs et largement favorables au nouveau roi. Les événements confus qui se succèdent sont difficiles à reconstituer.

### Enfance
Hugues est peut-être né au château de Dourdan vers 939-941. Il est le fils de Hedwige de Saxe (sœur d'Otton Ier) et d'Hugues le Grand. 

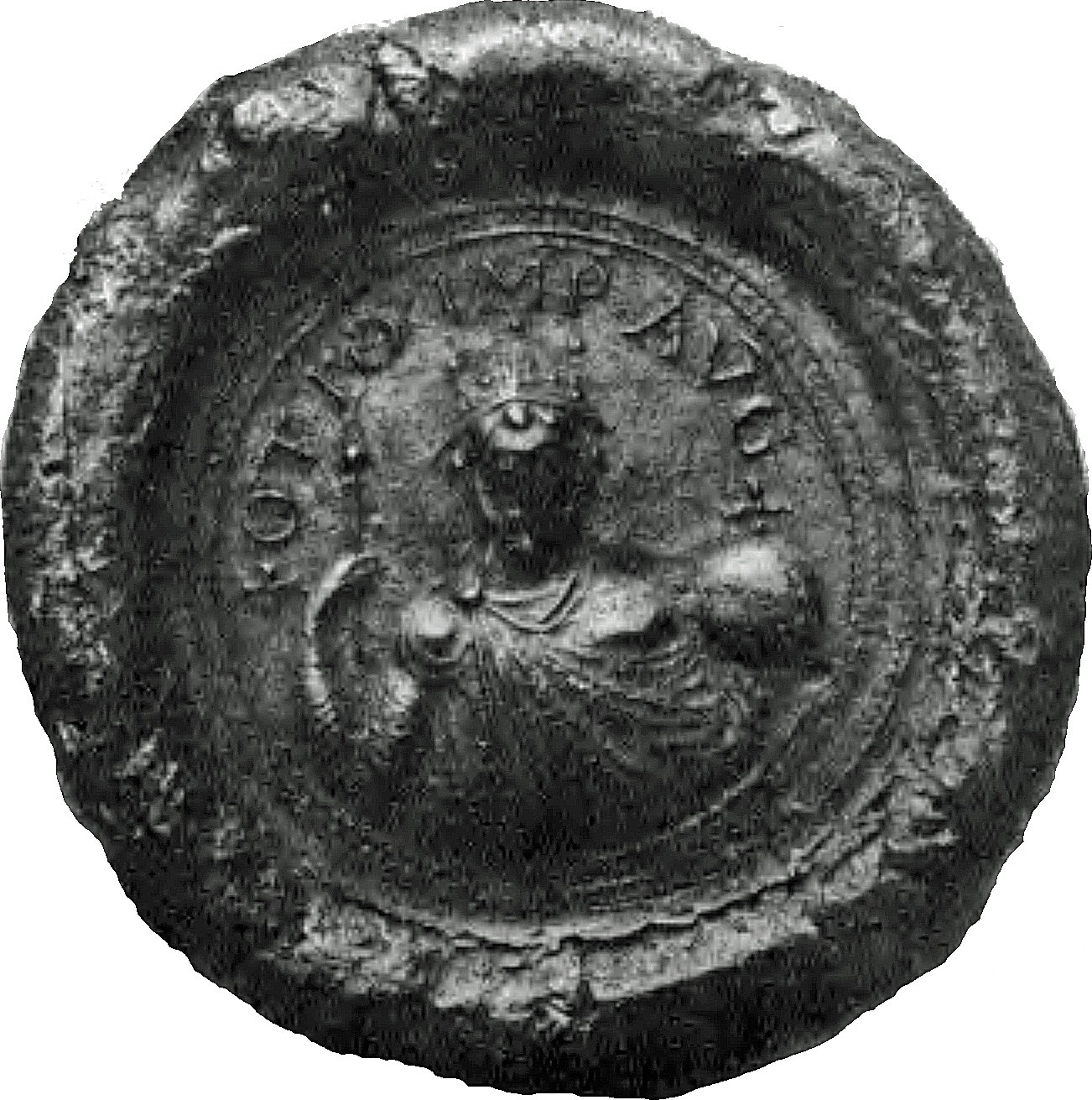
Sceau impérial d'Otton Ier, 968.

Le 16 juin 956, Hugues le Grand meurt à Dourdan et son fils Hugues Capet est censé hériter d'une puissance de premier ordre : à Rome, le pape le reconnaît « glorieux prince des Francs ». Au milieu du Xe siècle, la compétition pour la couronne entre Carolingiens et Robertiens est entamée, et la victoire de ces derniers est déjà presque inéluctable. La légitimité robertienne se concrétise encore davantage par le jeu des alliances. Il coule dans les veines de Hugues Capet un peu de sang carolingien apporté par sa grand-mère paternelle (Béatrice de Vermandois), mais aussi du sang germain par ascendance directe. Cette origine proviendrait de Rhénanie et non pas de Saxe selon Karl Ferdinand Werner. Enfin, son père s'était allié avec le nouveau roi de Germanie Otton Ier, dont il avait épousé la sœur Hedwige de Saxe pour contrecarrer tout désir de Louis IV sur la Lotharingie. Au total, à la mort de son père, Hugues Capet hérite théoriquement d'un titre prestigieux et d'une puissante principauté.

### Origine de son surnom
Ce surnom est peut-être une référence au porteur de la chape abbatiale, issue de la cappa ou cape de saint Martin. Hugues était en effet comme son père abbé laïc de nombreuses abbayes, notamment de la collégiale Saint-Martin de Tours, d'où le surnom peut-être ironique de cappatus, « chapé », c'est-à-dire bien pourvu en abbayes. Il semble que ce soit Adémar de Chabannes qui, le premier, ait désigné Hugues le Grand comme « roi à la chape » dans sa chronique vers 1030.
Le premier souverain de la dynastie capétienne n'est surnommé Capet qu'au début du XIIe siècle, époque où le mot chape est devenu chaperon ou chapeau, d'où l'étymologie légendaire donnée vers 1180 par un moine auxerrois qui fait du roi « l'homme au chapeau » n'ayant pas pu ou voulu recevoir la couronne : cette légende historique forgée a posteriori vient du fait que les chroniques ne détaillent pas le déroulement du sacre et du couronnement de Hugues et qu'une certaine propagande fait de l'accession au pouvoir de Hugues Capet une usurpation, puisque l'application du droit héréditaire aurait dû conduire sur le trône Charles de Lorraine. Quant à la dénomination « Capétien », elle apparaît pour la première fois à la fin du XIIe siècle sous la plume d'un chroniqueur anglais, Raoul de Dicet.

### Le royaume et la société auXesiècle

#### La Francie des Robertiens

##### Les Robertiens
Depuis la fin du IXe siècle, la politique royale ne peut se faire sans les descendants de Robert le Fort dont fait partie Hugues Capet. L'octroi de la couronne étant devenu électif, les plus grandes familles du royaume se la disputent. Les Robertiens profitent de la jeunesse puis de la déchéance de Charles le Simple pour monter sur le trône. Eudes et Robert Ier, respectivement grand-oncle et grand-père de Hugues Capet, ont été rois des Francs (888-898 et 922-923).
Cependant, son père Hugues le Grand est confronté à la montée en puissance de Herbert de Vermandois qui contrôle tour à tour le Vexin, la Champagne et Laon, octroie l'archevêché de Reims à son fils Hugues et s'allie à l'empereur Henri l'Oiseleur. Le Robertien, qui avait déjà dû renoncer à la couronne en 923 au profit de Raoul de Bourgogne, faute d'héritier mâle susceptible de gérer sa principauté, place sur le trône en 936 le jeune Carolingien Louis IV, pourtant réfugié chez son oncle en Angleterre depuis la déchéance de son père Charles le Simple et dépourvu de toute possession en Francie, soulignant qu'il serait illégitime de pousser vers le trône quelqu'un qui serait issu d'un lignage étranger à celui de Charlemagne.
Cette manœuvre lui permet cependant de devenir le personnage le plus puissant en Francie de la première moitié du Xe siècle : à son avènement, Louis IV lui donne le titre de dux Francorum (duc des Francs), ce qui annonce à nouveau le titre royal. Le roi le qualifie officiellement (peut-être sous la pression) comme « le second après nous dans tous nos royaumes ». Il gagne encore en puissance quand son grand rival Herbert de Vermandois meurt en 943, car sa puissante principauté est alors divisée entre ses quatre fils.

Carte 1 : Le royaume de Francie au temps des derniers Carolingiens. D'après.

Hugues le Grand domine alors de nombreux territoires entre Orléans-Senlis et Auxerre-Sens, alors que le souverain carolingien est plutôt replié au nord-est de Paris (Compiègne, Laon, Soissons) (carte 1). Enfin, le duc des Francs est à la tête d'évêchés et d'abbayes comme celles de Marmoutier (près de Tours), de Fleury-sur-Loire (près d'Orléans) et de Saint-Denis. Il est aussi abbé laïc de la collégiale de Saint-Martin de Tours par laquelle Hugues le Grand et surtout son fils Hugues « Capet » hériteront peut-être de leur surnom en référence à la cappa (la cape de saint Martin) conservée comme relique dans ce lieu.
Sa puissance provient aussi de ses alliances : Hugues le Grand s'est marié une première fois avec Eadhild, la sœur du roi d'Angleterre Æthelstan, un des plus puissants souverains d'Occident au début du Xe siècle. Quand Otton Ier, en restaurant l'Empire, en fait la première puissance d'Europe, Hugues le Grand épouse sa sœur ! Cependant, la puissance dont doit hériter Hugues Capet a ses limites : ses vassaux sont eux-mêmes suffisamment puissants pour avoir une large autonomie et jouer une politique d'équilibre entre Carolingiens et Robertiens.

##### Géographie
Le royaume recouvre l'ancienne Francie occidentale dont les frontières avaient été définies au partage de Verdun en 843. Hugues est désormais le nouveau souverain du royaume de Francie, qu'on n'appelle plus Francia occidentalis depuis la seconde moitié du Xe siècle. Les quatre fleuves (Escaut, Meuse, Saône et Rhône) constituent ses limites au nord et à l'est, le séparant de l'empire ottonien. Au sud, les Pyrénées ne constituent pas une limite puisque le comté de Barcelone fait partie du royaume français. Le royaume, duché ou comté de Bretagne ne fait pas partie du royaume de France. D'ailleurs le seigneur de Bretagne ne participe pas à l'élection de Hugues Capet. Enfin, le tracé des côtes est très différent de celui que nous connaissons, car les golfes ne sont pas colmatés, en particulier dans le bassin d'Arcachon et le golfe de Saint-Omer, et les embouchures des fleuves évoluent encore. Qu'il s'agisse du littoral charentais ou de la Flandre maritime, les côtes sont loin à l'intérieur des terres actuelles, « précédées d'immenses vasières, fréquemment envahies par la mer ».

##### Genèse d'un renouveau économique

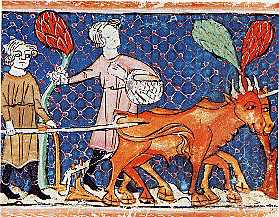
Paysans aux champs. Enluminure médiévale. Bibliothèque royale de l'Escurial, Madrid, XIIIe siècle.

L'an mil connaît une croissance économique dont l'apogée se fait nettement sentir aux XIIe et XIIIe siècles. Dès le milieu du Xe siècle, on assiste à une première phase de croissance agricole. Il semble que l'« angoisse de la faim » amène la paysannerie à produire mieux et plus. Ainsi, les paysans s'adaptent : meilleure connaissance du sol, adaptation des labours selon le milieu, introduction de l'assolement triennal, lequel entraîne les défrichements pour accroître les surfaces cultivées, optimisation de la force animale (collier d'épaule et fer à cheval), charrue à soc dissymétrique, développement de la micro-hydraulique (fossé de drainage et irrigation).

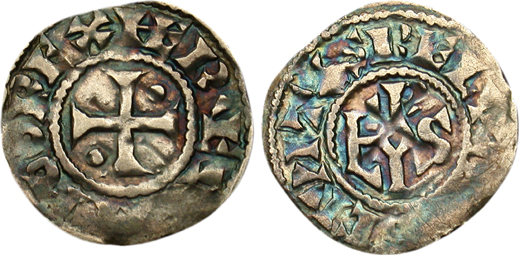
Denier de Hugues Capet pour Beauvais.

La monnaie d'argent avait toujours été utilisée depuis la romanisation de la Gaule. L'or, introduit par César à Rome et généralisé par Auguste à l'ensemble de l'Empire, complétait les possibilités de paiement des échanges. Or, d'une part l'or n'arrive plus d'Orient à la suite des conquêtes arabes en Méditerranée ; d'autre part depuis la chute de l'Empire Romain au Ve siècle, la plus grande confusion règne en matière de frappe et d'émission de monnaie - confusion qui entraîne une désaffection. L'homogénéisation des poids, des équivalences, des frappes et des émissions de la monnaie par les premiers Carolingiens, a réintroduit l'usage, le recours et la circulation de la monnaie d'argent, provoquant une véritable mutation économique qui porte pleinement ses fruits avec la fin des invasions. Plus adapté que la monnaie d'or héritée de l'Antiquité qui ne convient que pour des transactions très onéreuses, le denier d'argent, normalisé et abondant, permet l'introduction de millions de producteurs et de consommateurs dans le circuit commercial. Les paysans commencent à pouvoir revendre leur surplus et deviennent donc intéressés à produire au-delà de ce qui est nécessaire à leur subsistance et aux droits seigneuriaux. Ce phénomène est attesté par la multiplication des marchés et des ateliers de frappe de monnaie dans tout l’Occident dès le IXe siècle. Dans certains cas, les propriétaires, ecclésiastiques ou laïcs, fournissent des charrues, investissent dans des équipements améliorant la productivité : moulins en remplacement des meules à bras, pressoirs à huile ou à vin (en remplacement du foulage), etc. La redécouverte des capacités de l'énergie hydraulique plutôt qu’animale ou humaine permet une productivité sans comparaison avec celle disponible dans le haut Moyen Âge et comparable à celle des Romains qui se servaient déjà de moteurs hydrauliques installés en série à flanc de collines ou de montagnes. Chaque meule d'un moulin à eau peut moudre cent cinquante kilogrammes de blé à l'heure, ce qui correspond au travail de quarante esclaves.
Les rendements des terres cultivées peuvent atteindre jusqu'à cinq ou six pour un. Ces progrès dégagent de la main-d’œuvre pour d’autres activités. Pierre Bonnassie a montré que, après les grandes famines de 1005-1006 et de 1032-1033, la population devient de moins en moins exposée aux dérèglements alimentaires et, par voie de conséquence, aux épidémies : la mortalité diminue. Il ne faudrait pas surestimer cette époque de renouveau économique et social car le changement n'en est qu'à sa genèse et la paysannerie est encore la victime de mauvaises récoltes, comme sous le règne de Robert le Pieux lors duquel se produisent, selon Raoul Glaber, des famines foudroyantes où le cannibalisme est de règle dans certaines régions (1005-1006 et 1032-1033). La croissance démographique et l'augmentation de la production agricole s'auto-entretiennent en un cercle vertueux : elles sont la clef du renouveau médiéval.
La société carolingienne s'efface progressivement. Ainsi, on constate la disparition de l'esclavage dans le Midi au profit des paysans libres. Néanmoins, un nouveau pouvoir s'affirme : la seigneurie banale. À partir de 990, l'effritement des institutions de l'époque précédente amène à un nouvel usage, celui des « coutumes ». Au XIe siècle, il s'agit des droits exigés par le seigneur banal et qu'aucune autorité supérieure n'est capable de contrer. Cependant, la mise en place de la seigneurie n'empêche pas le progrès technique et l'avancée agricole.

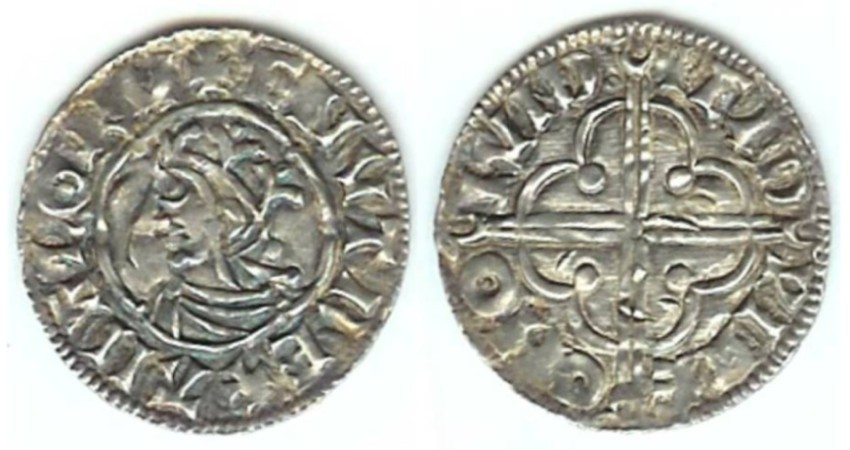
Denier frappé par les Vikings.

Le denier d'argent est l'un des principaux moteurs de la croissance économique depuis le IXe siècle. La faiblesse du pouvoir royal a entraîné la frappe de monnaie par de nombreux évêques, seigneurs et abbayes. Alors que Charles le Chauve comptait 26 ateliers de frappe monétaire, Hugues Capet et Robert le Pieux n'ont plus que celui de Laon. Le règne de Hugues Capet marque l'apogée de la féodalisation de la monnaie. Il en résulte une diminution de l'uniformité du denier et l'apparition de la pratique de la refrappe de la monnaie aux marchés (on se fie au poids de la pièce pour en déterminer la valeur). Par contre, l'augmentation des échanges est soutenue par celle du volume de métal disponible. En effet, l'expansion vers l'est de l'empire permet aux Ottoniens de pouvoir exploiter de nouveaux gisements d'argent. La marge de manœuvre de Robert le Pieux est faible. Or, la pratique du rognage ou des mutations entraîne des dévaluations préjudiciables.

##### Renouveau spirituel

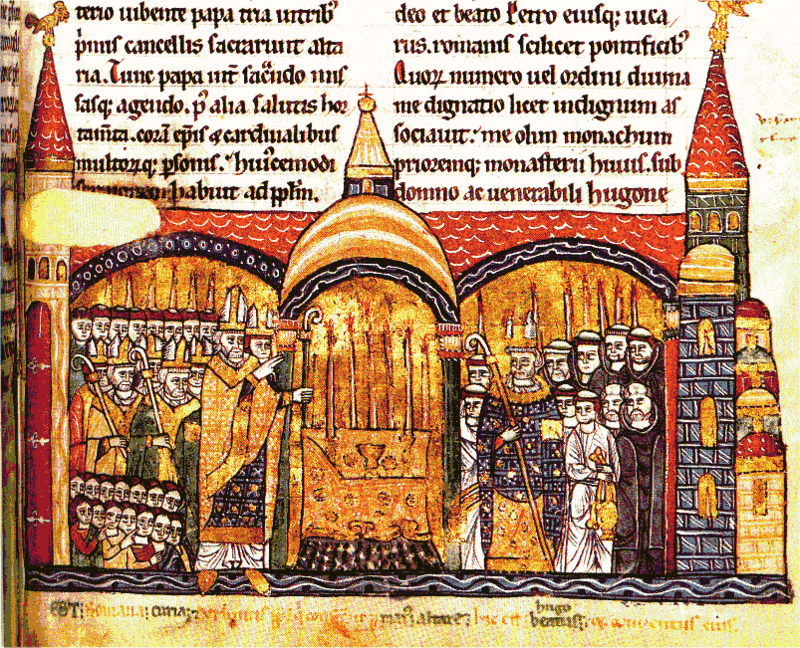
Consécration de Cluny III par le pape Urbain II. Bibliothèque Nationale de France, XIIe siècle.

L'Église n'est pas épargnée par les désordres des IXe et Xe siècles. Des charges d'abbés, paroissiales ou ecclésiastiques, sont données à des laïcs pour se former des clientèles et la discipline monastique se relâche ; le niveau culturel des prêtres devient médiocre. En contrepoint, les rares monastères qui ont conservé une conduite irréprochable acquièrent une grande autorité morale. Ces monastères intègres reçoivent de nombreuses donations pour obtenir des prières d'absolution, en particulier postmortem. Le choix des abbés s'oriente de plus en plus vers des hommes d'une grande intégrité et certains tels Guillaume d'Aquitaine vont jusqu'à donner l'autonomie et l'immunité à des monastères qui élisent leur abbé. C'est le cas des abbayes de Gorze, Brogne ou Cluny. D'autres monastères utilisent de faux certificats d'immunité pour acquérir leur autonomie.
Parmi eux, Cluny connaît le développement et l'influence les plus remarquables. Sous la férule d'abbés dynamiques tels qu'Odon, Maïeul — un ami personnel de Hugues Capet — ou encore Odilon, l'abbaye entraîne d'autres monastères qui lui sont rattachés, et constitue bientôt un ordre très puissant (en 994, l'ordre de Cluny compte déjà trente-quatre couvents). L'une des grandes forces de Cluny est de recruter une bonne partie de ses membres et particulièrement ses abbés dans la haute aristocratie.
Ces monastères sont le fer de lance d'un profond mouvement de réforme monastique. Leur œuvre moralisatrice touche bientôt tous les niveaux de la société. En particulier, elle s'attaque à canaliser la chevalerie par le mouvement de la Paix de Dieu puis de la Trêve de Dieu. Ce mouvement, très influent, pousse à la création d'États stables et en paix. Ces réformateurs ont le souvenir de l'empire carolingien qui soutenait la réforme bénédictine, la fondation de nombreuses abbayes et leur épanouissement spirituel, s'appuyant largement sur l'Église pour gouverner. La montée en puissance des Ottoniens leur donne l'occasion d'œuvrer à la reconstitution d'un empire universel. Hugues Capet, abbé laïc mais soutenant activement la réforme, est un candidat idéal pour occuper le trône de Francie car il est aussi considéré comme insuffisamment puissant pour échapper à l'influence des Ottoniens.

##### «Mutation féodale»
Le contexte historique est celui de la « mutation féodale ». Cette notion que Georges Duby centre autour de l'an mil est discutée par Dominique Barthélemy pour qui cette évolution se déroule sur plusieurs siècles.
L’empire carolingien se désagrège dès le milieu du IXe siècle. Avec l'arrêt de l'expansion territoriale, les empereurs n'ont plus de nouvelles terres ou charges pour rétribuer leurs vassaux et n'ont donc plus prise sur eux. Peu à peu, ils doivent leur concéder la transmission héréditaire de terres et de charges, puis une autonomie de plus en plus grande. D'autre part, sur le plan militaire, l’ost carolingien puissant mais lent à rassembler se révèle incapable de répondre aux raids vikings ou sarrasins dont le principal atout est la mobilité. Les châteaux en bois ou mottes castrales sont apparus aux alentours de l'an mil entre la Loire et le Rhin. Cela répond aussi à la logique d'une société médiévale qui évolue : à partir de 980, le royaume des Francs est secoué par la « révolution aristocratique » qui voit les campagnes se couvrir de ces forteresses primitives en bois.
Autour d'elles prolifèrent les nouvelles coutumes (mals usos). Les vieux pagi carolingiens sont éclipsés par un nouveau ressort territorial fondé sur le territoire du château (districtus). Les châteaux (les mottes) initialement conçus comme refuges, deviennent le signe de l'autorité, du développement économique et de l’expansion des terroirs.
L'histoire romantique du XIXe siècle décrit une « anarchie généralisée » et une France « hérissée » de châteaux autour de l'an mil. On est actuellement plus nuancé sur la réalité de ce phénomène car, dès l'origine, les autorités tentent de canaliser les constructions castrales. Des actes qui révèlent cette volonté d'interdire les constructions fortifiées ont été conservés : le Capitulaire de Pîtres (864) ou encore les Consuetudines et Justicie normandes (1091). Mais, dans ces temps d'invasions et de guerres privées continuelles, les habitants viennent se regrouper à proximité du château, ce qui légitime le châtelain et l'exercice du ban seigneurial : on parle d'incastellamento pour le Midi et d'encellulement pour le Nord de la France.
Dès lors, cette nouvelle élite guerrière appuyée sur ces châteaux entre en conflit d'intérêts avec l'aristocratie et l'Église dont les revenus dépendent de l'économie paysanne. Comtes, évêques et abbés qui appartiennent à de grandes lignées aristocratiques doivent réagir pour réfréner les ambitions qui entraînent nombre de guerres privées et pillages. Ces représentants des grandes familles exploitent et propagent le mouvement de la paix de Dieu, né de l'exaspération des paysans et des clercs soumis à l'arbitraire des hommes en armes (milites). La codification et la moralisation de la conduite des chevaliers sur des critères religieux entraînent l'élaboration, par l'évêque Adalbéron de Laon, d'une société divisée en trois ordres sociaux : ceux qui travaillent (laboratores), ceux qui prient (oratores) et ceux qui combattent (bellatores).
Enfin, malgré la décentralisation du pouvoir, le roi conserve une autorité politique. L'époque est à la revendication de terres et de charges ; aussi, l'hommage rendu à son suzerain permet d'en officialiser la propriété. Le roi, qui est sacré, garde donc un rôle arbitral qui permet à la fonction de durer au Xe siècle. Au XIe siècle, elle est encore remise en cause par certains princes (comtes de Blois, comte de Vermandois).

#### La Francie sous l'influence des Ottoniens
En 956, à la mort de son père, Hugues, l’aîné, n'est âgé que d'une quinzaine d'années et a deux frères. Otton Ier, roi de Germanie, entend mettre sous tutelle la Francie occidentale, ce qui lui est possible étant l'oncle maternel de Hugues et de Lothaire, nouveau roi des Francs qui a succédé à l'âge de 13 ans à Louis IV en 954. Le royaume de Francie en 954 et la principauté robertienne en 956 sont mis sous la tutelle de Brunon, archevêque de Cologne et duc de Lotharingie, frère du roi Otton Ier. La tutelle de Hugues est doublée par celle de Lothaire. L'objectif d'Otton Ier est de maintenir l'équilibre entre les Robertiens, les Carolingiens et les Ottoniens. En 960, le roi des Francs consent à rendre à Hugues l'héritage de son père, avec le marquisat de Neustrie et le titre de duc des Francs. Mais, en contrepartie, le duc doit accepter la nouvelle indépendance acquise par les comtes de Neustrie pendant la vacance du pouvoir. Son frère Otton n'obtient que le duché de Bourgogne. Andrew W. Lewis a ainsi cherché à montrer qu'Hugues le Grand avait préparé une politique patrimoniale pour assurer à son fils aîné la majeure partie de son héritage comme le faisaient toutes les grandes familles dès cette époque.
À partir de 962, l'Occident est désormais dominé par le vainqueur de la chrétienté face aux Hongrois, Otton Ier, qui restaure le titre impérial et s'empare au passage de l'Italie. Le nouvel empereur accroît son influence sur la Francie occidentale en portant son attraction sur certains évêchés frontaliers ; bien qu'élu de Lothaire, l'archevêque de Reims (qui assure le choix des rois de Francie) Adalbéron de Reims tend à afficher ses sympathies impériales. Pris en étau, le roi Lothaire s'appuie sur d'autres évêchés (Langres, Châlons, Noyon) et sur le comte de Flandre Arnoul Ier.

### Hugues Capet, duc des Francs (960-987)

#### Des débuts difficiles

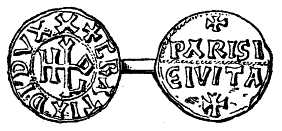
Denier de Hugues Capet, « duc par la grâce de Dieu » (Dux Dei Gratia), atelier de Paris (Parisi Civita), fin du X.

Lorsqu'il reçoit sa charge ducale (duc des Francs, dux francorum) en 960, Hugues Capet est moins puissant que son père (carte 1). En effet, il est jeune, politiquement inexpérimenté et, surtout, il est mis sous tutelle par son oncle Brunon de Cologne, proche du pouvoir ottonien.
Conséquence de cet affaiblissement, une forte poussée d'indépendance se produit chez les vassaux entre Seine et Loire. Le comte Thibaud de Blois, pourtant un ancien fidèle de Hugues le Grand qui lui a confié la cité de Laon, s'assure une quasi-indépendance en se proclamant comte de Blois, en faisant fortifier ses principales villes et en s'emparant de Chartres et de Châteaudun.
Les diplômes royaux des années 960 montrent que les grands aristocrates ne sont plus uniquement fidèles au duc des Francs, comme au temps de Hugues le Grand, mais également au roi Lothaire. En effet, on retrouve certains d'entre eux dans les armées royales luttant contre le duché de Normandie pour le compte de Lothaire. Enfin, il semblerait pour Hugues que sa place de numéro deux du royaume ait tendance à lui échapper. Deux chartes de l'abbaye de Montierender (968 et 980) font référence à Herbert III de Vermandois, alors comte de Château-Thierry, de Vitry et abbé laïc de Saint-Médard de Soissons, portant le titre de « comte des Francs » et même de « comte du palais » dans une charte de Lothaire.

#### Le créateur de la royauté carolingienne
De son côté, Lothaire a aussi perdu du pouvoir face au renforcement de la monarchie ottonienne. Il fait pâle figure en participant au rassemblement des vassaux et parents d'Otton Ier en 965. Pourtant, à partir de la mort de l'empereur en 973, le roi veut renouer avec la politique de son grand-père : récupérer la Lorraine, « berceau des Carolingiens ». Durant l'été 978, pour des raisons obscures, il décide de passer à l'action. Le principal témoin du temps, Richer de Reims explique :

« Comme Otton possédait la Belgique (la Lorraine) et que Lothaire cherchait à s'en emparer, les deux rois tentèrent l'un contre l'autre des machinations très perfides et des coups de force, car tous les deux prétendaient que leur père l'avait possédée. »

— Richer de Reims, apr. 990.
En août 978, accompagné des grands du royaume (dont le duc Hugues qui voit d'un bon œil une brouille entre Carolingiens et Ottoniens), Lothaire pille par surprise Aix-la-Chapelle, résidence d'Otton II, et se permet le geste symbolique de retourner vers l'est l'aigle de bronze décorant la tour du palais. Cet aigle, symboliquement tourné vers l'est du temps de Charlemagne, menaçait ainsi les Slaves de Moravie, mais il avait été tourné vers l'ouest par les Ottoniens, défiant ainsi la Francie occidentale. Toutefois, Lothaire doit rapidement battre en retraite et se réfugier à Étampes chez Hugues. Otton II s'engage à son tour dans l'offensive et conduit ses armées jusqu'aux portes de Paris. Charles de Lorraine, frère de Lothaire, est même couronné roi à Laon par l'évêque de Metz, Thierry Ier. Mais, devant Paris, Hugues Capet barre la route à l'empereur germanique qui, voyant l'hiver approcher (on était le 30 novembre) est contraint de s'enfuir. Les troupes de Lothaire et de Hugues Capet poursuivent Otton dont l'arrière-garde, ne pouvant franchir l'Aisne en crue à Soissons, est anéantie, « ainsi il en mourut plus par l'onde que par l'épée ». Cette victoire permet à Hugues Capet de retrouver sa place de premier aristocrate du royaume franc.

#### Le rôle de l'archevêché de Reims

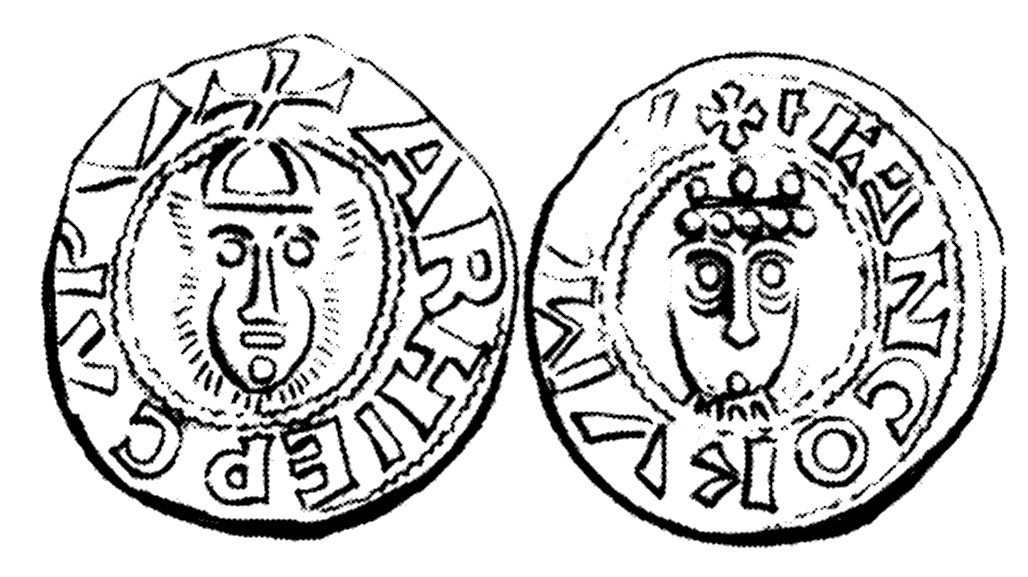
Denier anonyme attribuable à Reims et à l'archevêque Gerbert d'Aurillac ou à Arnoul, fin du Xe siècle.

Jusqu'à la fin du Xe siècle, situé en terre carolingienne, Reims est le plus important des sièges archiépiscopaux de France. Il prétend à la primatie des Gaules et son titulaire a le privilège de sacrer les rois et de diriger leur chancellerie. De ce fait, l'archevêché rémois est traditionnellement favorable à la famille régnante et a, depuis longtemps, un rôle central dans la politique royale. Mais la cité épiscopale est dirigée par Adalbéron de Reims, neveu de Adalbéron de Metz (un prélat fidèle aux Carolingiens), élu par le roi Lothaire en 969, mais qui a des liens familiaux avec les Ottoniens. L'archevêque est assisté par un des esprits les plus avancés de son temps, l'écolâtre et futur pape Gerbert d'Aurillac. Adalbéron et Gerbert œuvrent pour le rétablissement d'un empire unique dominant toute l'Europe. Le roi Lothaire, âgé de 13 ans, est de fait sous tutelle de son oncle Otton Ier. Mais, en grandissant, il s'affirme et prend de l'indépendance, ce qui contrecarre les projets impériaux de réunir toute l'Europe sous une unique couronne. Dès lors, l'évêché lâche Lothaire et soutient Hugues Capet.
En effet, pour que les Ottoniens puissent faire de la Francie un État vassal de l'empire, il faut impérativement que le roi des Francs ne soit pas de race carolingienne et qu'il soit suffisamment peu puissant et effacé pour accepter cette mise sous tutelle. Hugues Capet devient pour eux le candidat idéal, d'autant qu'il soutient activement la réforme monastique dans ses abbayes quand les autres prétendants continuent à distribuer des charges ecclésiales et abbatiales à leur clientèle. Une telle conduite ne pouvait que séduire les Rémois, très proches du mouvement clunisien.
Grâce à la correspondance de Gerbert, de nombreuses informations sur ces évolutions politiques ont pu être obtenues :

« Le roi Lothaire n'est le premier en France que par son titre. Hugues l'est, non par le titre, mais par ses faits et gestes. »

— Gerbert d'Aurillac, Correspondance, v. 985.
Les Rémois voient également d'un mauvais œil le rapprochement entre le roi et Herbert de Vermandois, l'éternel ennemi des Carolingiens, le descendant du traître qui avait permis l'arrestation de son grand-père Charles le Simple en 923. Enfin, Adalbéron et Gerbert sont tous les deux proches de la cour ottonienne et se rapprocher de Hugues serait finalement faire renoncer la Lorraine à la Francie. Enfin, Otton III a trois ans quand son père meurt : deux partis luttent alors pour assurer la régence, l'un emmené par Henri II de Bavière, dit le Querelleur et Lothaire (954-986), l'autre par les impératrices Théophano, sa mère, et Adélaïde de Bourgogne, sa grand-mère, camp adopté par Gerbert et Adalbéron qui soutiennent donc Hugues Capet contre Lothaire.

#### L'échec de Lothaire (979-986)

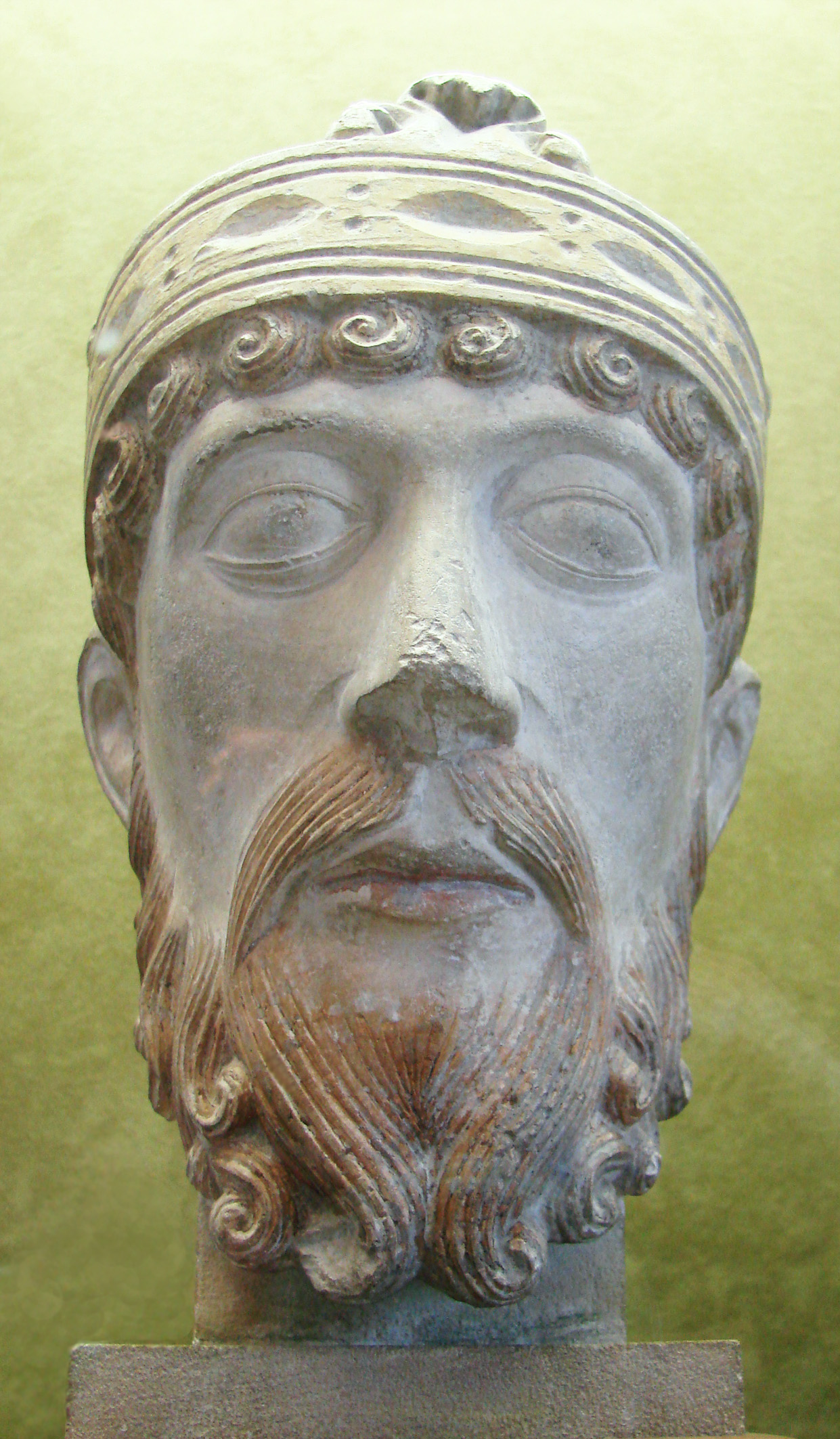
Tête de Lothaire (vue d'artiste), sculpture du XIIe siècle, Musée Saint-Rémi de Reims.

La fin du Xe siècle, riche d'événements complexes, n'est éclairée que par l’Histoire de Richer de Reims qu'il écrit après 990. Il complète la chronologie de Flodoard de Reims qui s'arrête en 966. Cependant, son récit manque de fiabilité. Richer a le désir de bien faire, ce qui l'amène parfois à modifier la chronologie et à favoriser ses maîtres rémois : Adalbéron et Gerbert. Voilà sur quelles bases la chute des Carolingiens est connue.
Appuyé par l'évêché de Reims, Hugues est désormais le nouvel homme fort du royaume. En 979, alors que Lothaire souhaite assurer sa succession en associant au trône son fils aîné, c'est le duc des Francs qui prend en charge la réunion des principes regnorum, c'est-à-dire les grands du royaume. La cérémonie se déroule à Compiègne en présence du roi, d'Arnoul (un fils illégitime du roi Lothaire), d'Adalbéron de Reims sous la bénédiction de Hugues. L'assemblée acclame Louis V, selon le rite carolingien, et l'archevêque de Reims le sacre roi des Francs.
L'année suivante, Lothaire, voyant grandir l'emprise de Hugues, décide de se réconcilier avec Otton II : il accepte de renoncer définitivement à la Lorraine. Mais Hugues, pour des raisons obscures, ne souhaite pas que Lothaire se réconcilie avec l'empereur germanique ; il s'empresse donc de prendre le castrum (la forteresse) de Montreuil, puis de partir pour Rome. Sur place, il rencontre l'empereur et le pape, en compagnie de ses fidèles Bouchard de Vendôme et Arnoul d'Orléans. La tension monte entre Lothaire et Hugues. Le roi des Francs fait marier son fils Louis à Adélaïde d'Anjou qui lui apporte l'Auvergne et le comté de Toulouse, de quoi prendre en tenaille les territoires du robertien par le sud (982). C'est un échec. Le couple se sépare deux ans plus tard.
À la suite de la mort d'Otton II (983) et profitant du jeune âge d'Otton III, Lothaire renonce à son rapprochement avec les Ottoniens et, s'alliant au duc de Bavière, il décide de reprendre l'offensive en Lorraine en mars 985. Hugues se garde bien cette fois-ci d'être de l'expédition.
Lorsque le roi prend Verdun et fait prisonnier Godefroy (le frère de l'archevêque de Reims), Adalbéron et Gerbert demandent l'aide du duc des Francs. Mais la course folle de Lothaire s'achève puisqu'il meurt à son tour en mars 986.

### Élu et sacré roi des Francs (987)

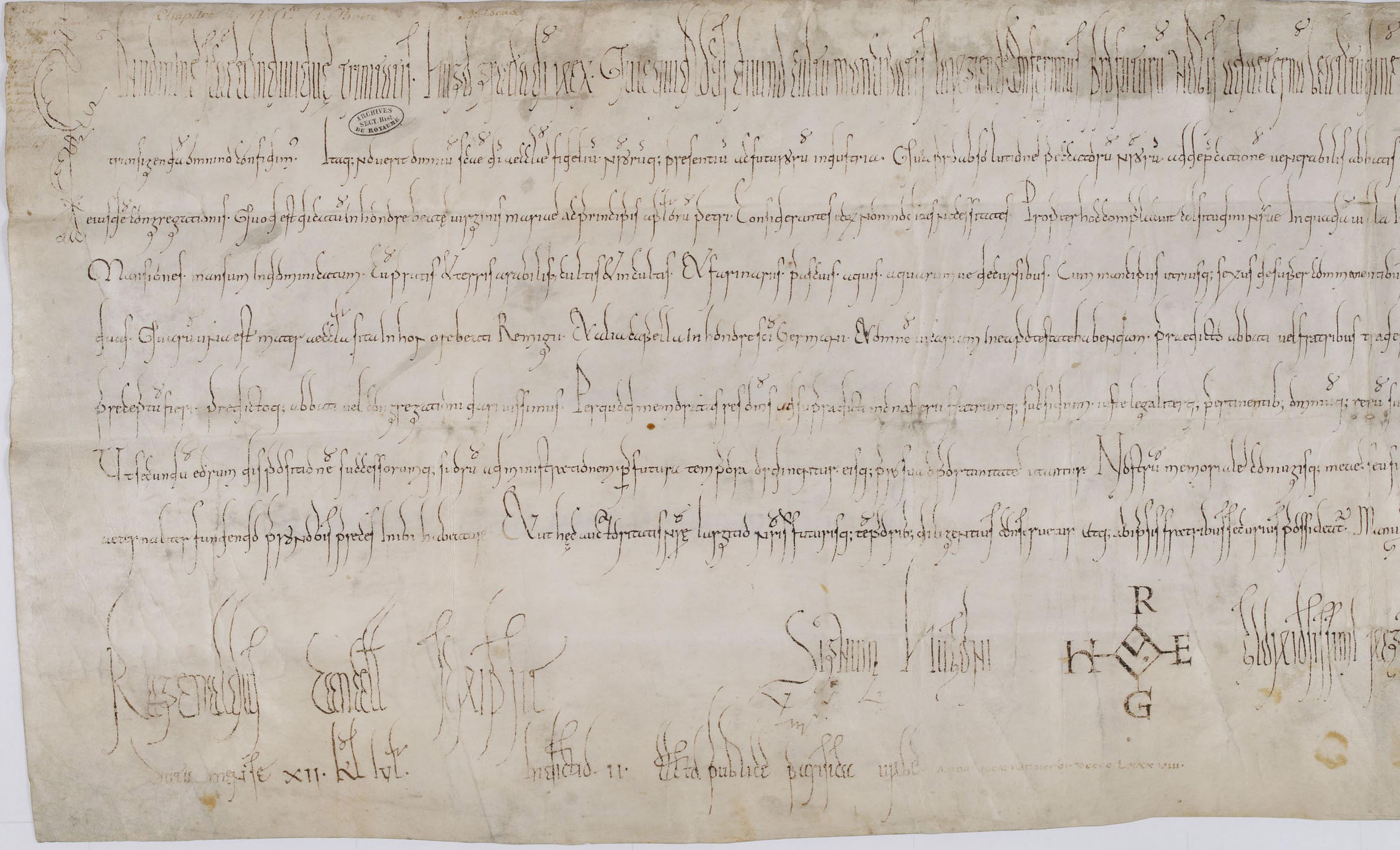
Donation par Hugues Capet en 988 Archives nationales AE/II/84.

#### La fin des Carolingiens
La contradiction de certains faits donnés par Richer ne nous permet pas de comprendre toute l'action politique de Hugues à la veille de son couronnement. Par exemple, on ne sait pas pourquoi il ne s'est pas opposé à l'association au trône de Louis, ni à sa succession en 986, alors qu'il s'est rendu à Rome pour rencontrer l'empereur germanique dans une intention hostile à Lothaire. Il semblerait que le duc des Francs, inquiet de la prise de Verdun et de l'appel d'Adalbéron, avait lui-même rassemblé une armée. Peut-être envisageait-il de marcher contre Lothaire et de s'emparer du trône ?
Dans tous les cas, le nouveau souverain Louis V, comme l'avaient fait Louis IV et Lothaire, déclare qu'il prendrait les conseils du duc des Francs pour sa politique. Or, il reprend les visées de son père sur la Lorraine et il est possible qu'il aurait souhaité lancer une offensive contre Reims et Laon du fait de leur rapprochement avec l'Empire. On ne sait pas quel est le rôle de Hugues à ce moment-là, les sources restent vagues. Probablement, le duc des Francs aurait modéré les intentions exagérées du roi carolingien. De fait, Louis convoque l'archevêque de Reims à son palais de Compiègne pour qu'il réponde de ses agissements. Mais, au cours d'une partie de chasse, le roi trouve la mort dans une chute de cheval le 21 mai 987 en forêt de Senlis.

#### L'éviction de Charles de Lorraine
En mai 987, les chroniqueurs, notamment Richer de Reims et Gerbert d'Aurillac, écrivent que, à Senlis, « s'éteignit la race des Charles ». Le roi défunt est aussitôt enterré à Saint-Corneille de Compiègne et non à Reims comme il le souhaitait. Or, même si Louis V est mort sans enfant, il reste un Carolingien susceptible de monter sur le trône. Il s'agit de Charles de Lorraine, fils de Louis IV et frère de Lothaire. Cela n’a rien d'extraordinaire : ce n'est pas la première fois qu'un Carolingien est en concurrence avec un Robertien. En fait, au temps du père de Hugues Capet, on ne concevait pas de rompre avec les Carolingiens tant qu’il en existerait, et le prince Louis était perçu comme jeune et pur. En 987, les temps ont changé. Depuis une dizaine d'années, Hugues Capet concurrence ouvertement le roi, il semble avoir soumis les grands vassaux, mais, surtout, son adversaire Charles de Lorraine est accusé de tous les maux : il a voulu usurper la couronne (978), il est l'allié d'Otton II puis il a accusé d'adultère la reine Emma d'Italie, femme de son frère. Adalbéron de Reims convoque les plus hauts seigneurs de la Francie à Senlis et leur dit :

« Nous n'ignorons pas que Charles [de Lorraine] a des partisans : ils soutiennent qu'il a des droits à la couronne, transmis par ses parents. Mais on ne doit porter sur le trône qu'un homme exceptionnel par la noblesse du sang et la vertu de l'âme. Or, Charles n'obéit pas à l'honneur, il a perdu la tête au point de s'être remis au service d'un roi étranger Otton II et d'avoir pris femme dans une classe inférieure de la noblesse. »

— Richer de Reims, Histoire, IV, v. 990.
De retour d'Angleterre, Abbon de Fleury, écolâtre de Saint-Benoît-sur-Loire, établit une légende selon laquelle les derniers Carolingiens auraient été maudits par le « Loup » (Passion de saint Edmund, v. 987). En effet, tout en insistant sur la sainteté de la tête royale due au sacre, il rappelle que le loup avait précipité Louis IV et sa descendance, trop orgueilleux et brutaux à la différence du roi Edmund, souverain idéal et pacifique. Le clerc répand ainsi l'idée que les Carolingiens étaient comme condamnés par un jugement de Dieu que la contagion rendait héréditaire (Louis IV, Louis V). Il s'agit donc de bannir cette dynastie du trône. Adalbéron plaide une dernière fois en faveur de Hugues :

« Le trône ne s'acquiert point par droit héréditaire, et l'on ne doit mettre à la tête du royaume que celui qui se distingue par ses qualités. Donnez-vous donc pour chef le duc Hugues, recommandable par ses actions, par sa noblesse et par ses troupes, en qui vous trouverez un défenseur, non seulement de l'intérêt public mais aussi des intérêts privés. »

— Richer de Reims, Histoire, IV, v. 990.

#### Où et quand Hugues Capet a-t-il été sacré roi des Francs?
Hugues fait immédiatement acquitter Adalbéron et ce dernier peut alors convoquer une nouvelle assemblée à Senlis (fief de Hugues) et il retourne à Reims écarter toute proposition de la part de Charles de Lorraine. C'est bien Hugues qui va devenir le nouveau souverain. En revanche, les historiens spécialistes de la période affirment qu'« on ne sait toujours pas avec certitude quand, comment et où eurent lieu le couronnement et le sacre du premier Capétien. » À ces incertitudes s'ajoute le problème posé par la chronologie fournie par Richer de Reims. Le moine écrit qu'Hugues est couronné et sacré le 1er juin. Yves Sassier n'imagine pas qu'on puisse à l'époque sacrer le nouveau souverain dix jours seulement après la mort du Carolingien. Il semble plutôt qu'Hugues ait été acclamé roi par l'assemblée de Senlis (le 1 juin) puis couronné et sacré roi le 3 juillet à Noyon. Selon une autre version, le premier couronnement de Hugues aurait eu lieu à Noyon, et le second à Paris.

« Le duc fut porté au trône et reconnu roi par les Gaulois, les Bretons, les Normands, les Aquitains, les Goths, les Espagnols (du comté de Barcelone) et les Gascons. »

— Richer de Reims, Histoire, IV, v. 990.
Mais les sources font également mention d'une cérémonie à Reims, d'où l'idée émise de deux cérémonies : une à Noyon (laïque) et l'autre à Reims (religieuse). Finalement, de quoi est-on sûr ? Hugues Capet a été acclamé par l'assemblée de Senlis (quelques jours après la mort de Louis V), puis il a été couronné et sacré, soit à Reims, soit à Noyon, entre mi-juin et mi-juillet de l'an 987. Le choix de Noyon reste obscur : pourquoi avoir choisi une cité autre que Reims alors que le nouveau souverain venait d'être élu avec l'appui d'Adalbéron de Reims ? S'agit-il d'une manœuvre afin de contrer l'archevêque de Reims comme Hugues le fera quelques mois plus tard en faisant sacrer son fils à Orléans ? On ne sait rien du déroulement du sacre et du couronnement de Hugues ; en revanche il est à peu près certain qu'il portait un manteau de pourpre tissé d'or (et peut-être brodé de sujets pieux), des bas rouges, des chaussures violettes, une couronne à arche ornée de quatre fleurons et un sceptre.

### Règne

#### Robert le Pieux, associé à la couronne
Un des premiers soucis du nouveau roi couronné (rex coronatus) est d'assurer la perpétuation d'une dynastie. Il essaye de convaincre Adalbéron de sacrer son fils Robert. Mais l'archevêque, très proche du pouvoir ottonien qui préfère l'alternance des grandes familles sur le trône de Francie plutôt qu'une puissante dynastie capable de lui faire concurrence, refuse. Hugues, venant de recevoir une lettre de Borrell II, comte de Barcelone, lui demandant de le soutenir contre Al-Mansur qui vient de razzier Barcelone, fait valoir qu'il a besoin d'avoir un successeur au cas où l'expédition contre les sarrasins tournerait mal. Adalbéron doit céder et Robert le Pieux est sacré, âgé d'une quinzaine d'années, le jour de Noël 987.
Hugues Capet rêve de le marier à une princesse byzantine, mais ce projet échouant, Robert doit épouser la veuve d'Arnoul II, comte de Flandre, et fille de Bérenger II, roi d'Italie, membre de la famille carolingienne. Rozala d'Italie est de vingt ans son aînée. N'ayant pas réussi à avoir d'enfant avec elle et parce qu'elle était trop âgée, Robert la répudie vers 991/992.
Associé à la couronne (rex designatus, « roi désigné »), Robert assiste son père pour les questions militaires (conquête de Laon 988-991). D'autre part, sa solide instruction assurée par Gerbert d'Aurillac à Reims, lui permet de traiter des questions religieuses dont il est rapidement le garant (il dirige le concile de Verzy en 991 et celui de Chelles en 994). Il est presque certain que, contrairement à son fils, Hugues est illettré et ne parle pas le latin mais le roman (latin vulgaire du Nord).

#### Capture de Charles de Lorraine

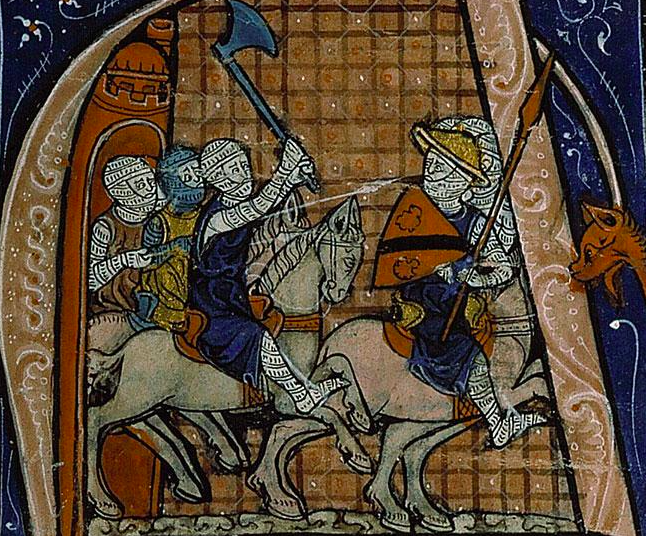
Charles de Lorraine repoussant Hugues Capet devant Laon, enluminure des Grandes Chroniques de France, Bibliothèque Sainte-Geneviève, vers 1275-1280.

Durant son règne, Hugues doit faire face à de nombreux opposants. En premier lieu, un de ses grands rivaux : Charles de Lorraine. Ce dernier réapparaît en 988 lorsqu'il s'empare de la ville de Laon, un des derniers bastions carolingiens. Pour se faire respecter, le roi assiège par deux fois la ville sans résultat. Préoccupé par cet échec, Hugues contacte plusieurs souverains afin d'obtenir leur aide. Nous avons connaissance d'une lettre rédigée en juillet 988, sous la plume de Gerbert, dans laquelle le premier capétien ne se contente pas d'informer l'impératrice Théophano (régente de son fils Otton III) des actions de Charles de Lorraine. En effet, il lui propose une rencontre :

« Soucieux de confirmer pour toujours notre mutuelle amitié, nous avons décidé qu'Adélaïde, la compagne de notre trône, vous rencontrera le 22 août au village de Sternay et que nous observerons à perpétuité entre votre fils et nous, sans fraude ni dol, toutes les décisions bonnes et justes que vous y aurez prises ensemble. »

— Hugues Capet à Théophano, 988.
Toutefois, il semble que Théophano, étant à Meersburg (près du lac de Constance) au cours du mois d'août, ne se soit pas déplacée. Alors, Hugues décide de ruser.
Après la mort d'Adalbéron de Reims (989), il décide d'élire comme nouvel archevêque le carolingien Arnoul (un fils illégitime du roi Lothaire) plutôt que Gerbert. On pense qu'il s'agit d'apaiser les partisans du Carolingien, mais la situation se retourne contre le roi puisque Arnoul livre Reims à Charles. Les alliances se forment alors ; la guerre est ouverte : Charles est allié à l'archevêque de Reims et à Herbert de Vermandois, et Hugues reçoit le soutien d'Eudes de Blois en échange de Dreux. Quant au pape, il est sollicité par les deux adversaires, tandis que la cour d'Otton III reste neutre, malgré les demandes de Hugues. La situation se débloque par la trahison d'Adalbéron, évêque de Laon, qui s'empare de Charles et d'Arnoul pendant leur sommeil et les livre au roi (991). Pour parvenir à ses fins, Adalbéron s'est fait recevoir à Laon en faisant croire à Charles et Arnoul qu'il voulait se réconcilier avec eux afin de récupérer son évêché. Bien accueilli à Laon, il jure sur le pain et le vin (le jour du Dimanche des Rameaux 29 mars ou le jour du Jeudi saint 2 avril 991) de conserver sa foi à Charles, avant d'ouvrir les portes de la ville à l'ennemi durant la nuit ! Le dernier Carolingien est emprisonné à Orléans, et meurt à une date inconnue.
Cette trahison, qui survient en plein mouvement de la Paix de Dieu (le concile de Charroux date de 989), frappe vivement les imaginations dans la moitié sud du royaume : Adalbéron de Laon est totalement discrédité dans ces provinces et l'image de Hugues Capet est ternie. La guerre impitoyable menée contre Charles de Lorraine pour Laon et Reims (988-991), connue par le récit de Richer de Reims et les lettres de Gerbert, ont rendu le roi hostile aux yeux d'une partie de l'Église. La vision que nous avons de la politique du Capétien est exclusivement celle des religieux, d'où le recul à prendre vis-à-vis du jugement à donner sur Hugues Capet. Les intérêts des uns et des autres, portés par des familles différentes, ne sont pas convergents. Des rivalités se font jour et les conflits entre princes sont relayés par leurs alliés religieux respectifs. Adémar de Chabannes nous donne une vision presque « manichéenne » du règne de Hugues Capet. Le même auteur nous fournit à la fois un portrait négatif et positif du souverain. C'est lui qui nous conte l'histoire d'un défi du comte Audebert à l'égard de Hugues et Robert « Qui vos reges constituerunt ? » (« Qui vous a fait roi ? »).
Pendant longtemps, on a affirmé que les sujets méridionaux avaient systématiquement rejeté le premier Capétien. Récemment, des études ont émis des nuances. Il semblerait que le rejet soit plutôt d'ordre politique (la capture de Charles de Lorraine) plutôt que dynastique. En effet, le duc d'Aquitaine refuse de se soumettre à son roi, « réprouvant ce crime des Francs [la capture de Charles] » et l'évêque de Laon est comparé à Judas le « traître ». Finalement, ils font la paix sur les bords de la Loire. Cette remarque est encore plus explicite dans la cité de Limoges. Les actes affirment que, jusqu'en 988, on reconnaît Hugues et même l'association de Robert puisqu'on les date de leur règne « regnante Ugo rege anno II et Rotberto filio suo anno primo » (« signé de la deuxième année du règne du roi Hugues et de la première de son fils Robert »). Mais cela ne dure pas, quelques mois plus tard, les chartes ne sont plus datées des règnes : il semblerait que le changement soit dû à la prise de connaissance de l'affaire de la capture de Charles de Lorraine et de la trahison de Adalbéron de Laon. Une fois mises au courant, les cités méridionales auraient rejeté la légitimité de Hugues et de Robert.

#### Concile de Saint-Basle de Verzy
| Évêque   | Saint-Basle | Diplôme de Corbie | Diplôme de Saint-Crépin |
| -------- | ----------- | ----------------- | ----------------------- |
| Amiens   | X           | X                 | X                       |
| Beauvais | X           | X                 | X                       |
| Noyon    | X           | X                 |                         |
| Laon     | X           |                   | X                       |
| Soissons | X           | X                 | X                       |
| Reims    | X           |                   | X                       |
| Senlis   | X           |                   |                         |
| Paris    |             |                   | X                       |
| Sens     | X           |                   | X                       |
| Orléans  | X           |                   |                         |
| Auxerre  | X           |                   |                         |
| Langres  | X           |                   |                         |
| Bourges  | X           |                   | X                       |
| Autun    | X           |                   |                         |
| Mâcon    | X           |                   |                         |

Arnoul, qui a trahi le roi pour ouvrir les portes de son archevêché de Reims à son oncle Charles de Lorraine, dernier prétendant carolingien possible, est soutenu par le Saint-Siège. Hugues le fait juger au concile de Saint-Basle-de-Verzy (18 et 19 juin 991). L'assemblée est composée de treize évêques (ce qui est peu) et présidée par l'archevêque Seguin de Sens, peu favorable au roi. En revanche, les débats sont soutenus par l'évêque Arnoul d'Orléans, un proche du roi. Responsable de la défense, Abbon de Fleury avance que le souverain ne peut convoquer de concile et que seul le pape est compétent pour juger l'affaire. Arnoul d'Orléans lui réplique par un très violent réquisitoire contre le Saint-Siège. Arnoul est déposé. Quelques jours plus tard, Gerbert d'Aurillac est nommé archevêque de Reims.
Le pape Jean XV n'accepte pas cette procédure et veut convoquer un nouveau concile à Aix-la-Chapelle, mais les évêques de Francie refusent et confirment leur décision à Chelles (hiver 993-994). Gerbert, soutenu par d'autres évêques, prend position pour l'indépendance des Églises vis-à-vis de Rome (qui est contrôlée par les empereurs germaniques). Afin d'éviter une excommunication des évêques ayant siégé au concile de Sainte-Basle, et donc un schisme, Gerbert préfère lâcher prise. Il abandonne l'archevêché et se rend en Italie. Toute l'habileté politique de Hugues Capet consiste, dès le début de l'affaire, à demander le soutien de l'empereur et du pape (qu'il n'obtient évidemment pas), et utiliser les divisions de l'Église pour mettre en première ligne les évêques francs qu'il émancipe en échange de leur soutien. L'usage de la voie conciliaire est donc un moyen habile de contrer l'influence de l'empereur, sans entrer directement en conflit.
En parallèle, Abbon de Fleury, qui avait vigoureusement défendu Arnoul, écrit qu'à partir du règne de Hugues Capet, la théorie de la royauté forgée par Hincmar de Reims est reprise : le roi règne avec les conseils des ecclésiastiques. Lui et ses contemporains, pour des raisons obscures et totalement opposées au jugement précédent, affichent à partir de ce moment un grand intérêt pour la royauté. Abbon rappelle qu'il faut être fidèle au roi et que chacun des grands seigneurs ne se trouve finalement être qu'un dépositaire du service dû au roi.
Oubliée sous les derniers Carolingiens, l'image du « roi idéal » fait son apparition : « Le pouvoir se situe toujours dans la sphère élevée du public et s'exerce comme office en vue du bien commun », ajoute Abbon. Il semble que, sur ce point, Hugues, pour redorer son blason aux yeux des évêques (en construisant des bâtiments religieux par exemple), ait dû légitimer ses actions contre les Carolingiens :

« Si Louis, de sainte mémoire, avait laissé une progéniture, celle-ci lui aurait légitimement succédé. »

— Hugues Capet selon Richer, 990.
Abbon entend sauvegarder pour l'avenir la mémoire capétienne qui reste encore fragile dans les mentalités du XIe siècle. Sous Hugues Capet et encore chez Robert II le Pieux, le souverain est largement conseillé et entouré par les évêques dans la tradition carolingienne.

#### L'insoumission des grands féodaux

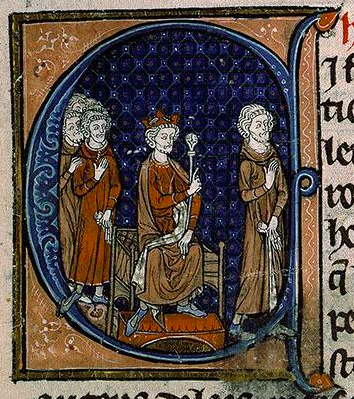
Entrevue de Hugues Capet et du duc Richard Ier de Normandie.
Grandes Chroniques de France, vers 1275-1280, Paris, Bibliothèque Sainte-Geneviève, Ms. 782.

Les historiens (notamment Ferdinand Lot ou Jean-François Lemarignier) ont longtemps écrit qu'Hugues était un souverain très faible durant le règne duquel les châtelains avaient remplacé les princes familiers du palais et que la Paix de Dieu avait été décidée pour contrecarrer un rayonnement royal insuffisant. Encore une fois, les études récentes ont nuancé ces propos trop négatifs. En 987, les contemporains ont dû avoir des doutes tant on craignait la remise en cause de l'ordre carolingien. Certains ont montré ouvertement leur hostilité (Charles de Lorraine, Eudes de Blois) et d'autres (surtout les ecclésiastiques) ont préféré patienter. On a vu qu'il y a encore, sous le règne de Hugues, des habitudes carolingiennes.
Les Catalans sont souvent montrés comme étant les premiers à avoir rejeté la légitimité de Hugues. Arraché aux musulmans par les Carolingiens, le comté de Barcelone a longtemps vénéré ces derniers. Pourtant, le premier capétien ne rend pas visite aux abbayes méridionales, et donc ces dernières ne font plus appel à lui pour confirmer leurs privilèges : il y a plutôt éloignement que rupture. En outre, Michel Zimmermann a montré que la rupture entre la couronne de Francie et la Catalogne n'est pas nouvelle : « Depuis Charles le Simple et les derniers Carolingiens, on assiste à un manque d'empressement des souverains à réclamer la prestation de fidélité devant leur incapacité à fournir la protection en contrepartie. » Les comtes de Barcelone renoncent donc, après 900, à faire le voyage pour l'hommage royal. On comprend désormais pourquoi la Catalogne refuse l'exigence de Hugues en janvier 988. Entre-temps, Barcelone a été assiégée en 985 par Al-Mansur. Le comte Borell II fait appel à son protecteur le roi des Francs, mais Lothaire meurt au cours de l'année 986 et Louis V a un règne trop bref pour préparer une expédition. Au lendemain de l'avènement de Hugues Capet, Borrell renouvelle son appel et Hugues promet son aide en échange d'un hommage en Aquitaine, en vain.
Enfin, Hugues doit faire face, durant tout son règne, à l'opposition d'Eudes de Blois dont les possessions prennent en tenaille le domaine royal.
Au printemps 991, le comte de Blois s'assure de la prise de Melun, alors tenue par Bouchard de Vendôme, en soudoyant le châtelain et les milites (chevaliers) du château. À la suite de ce coup de force, une coalition se forme entre le roi, le comte d'Anjou et le duc de Normandie : Melun est reprise dès l'été et Eudes bat en retraite. Ce dernier reprend les armes et prend Nantes, aussitôt reprise par le comte d'Anjou Foulques Nerra.
Au printemps 993, le comte Eudes Ier de Blois, déçu qu'Hugues Capet et son fils aient refusé de lui conférer le titre de duc des Francs, imagina, en liaison avec Adalbéron de Laon de les faire capturer lors d'une rencontre projetée à Metz avec l'empereur Otton III et de placer Louis, fils du duc Charles de Basse-Lotharingie, sur le trône. Eudes Ier de Blois serait devenu duc des Francs et Adalbéron évêque de Reims. Hugues Capet et son fils, prévenus, firent échouer cette tentative.
Inquiets de la puissance de l'Angevin, Richard Ier de Normandie, Eudes de Blois et Baudouin IV de Flandre s'allient contre lui (995-996). Le conflit sans fin est interrompu par la mort d'Eudes en mars 996, puis par celle de Hugues Capet vers la fin octobre de la même année.

#### Fin de règne

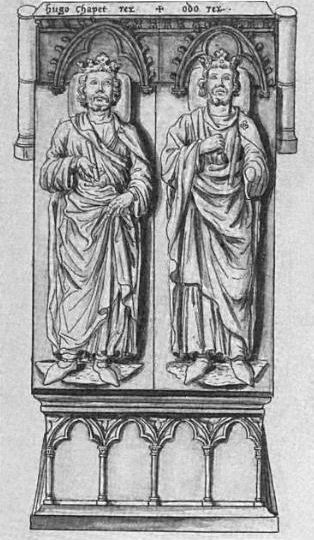
Dessin des gisants disparus des rois Eudes et Hugues, collection Gaignières.

Eudes de Blois meurt en mars 996, laisse une veuve dont est épris Robert le Pieux. Hugues Capet refuse cette union qui apporterait la Bourgogne à son fils, car Berthe de Bourgogne est sa cousine au troisième degré, et le mariage serait consanguin.
Durant l'été 996, déjà malade, Hugues se serait rendu avec son fidèle Bouchard au monastère de Souvigny où repose son ami saint Mayeul (mort en 994).
Il n'est plus en guerre contre Eudes de Blois et a environ 55 ans quand il meurt durant les neuf Calendes de l'an 996. Il « disparaît » « sans faire de bruit » après avoir surmonté sans gloire les difficultés que lui créèrent ses ennemis.
Le roi était peut-être atteint de la variole ; Richer témoigne : « Hugues, qui avait le corps tout couvert de pustules, s'éteignit dans son château nommé Judéis, « Les Juifs ». Ce toponyme se réfère à un hameau aujourd'hui disparu, près de Chartres, au cœur de la Beauce.

#### Sépulture
Le roi défunt est sitôt transporté à l'abbaye de Saint-Denis où il est inhumé devant l'autel de la Sainte-Trinité aux côtés du roi Eudes, son illustre grand-oncle.
En 1263, le roi Saint Louis décida d'un programme visant à réaliser des monuments funéraires pour marquer le rôle de nécropole royale dévolue à l'abbaye. Il commanda une série de quatorze mausolées ornés de gisants pour recouvrir les restes des derniers carolingiens ainsi que les premiers capétiens. Parmi les tombeaux commandés figuraient ceux d'Eudes et Hugues Capet. Ceux-ci se trouvaient à la croisée du transept à côté de l'autel matutinal et derrière les tombeaux de Robert II le Pieux et de Constance d'Arles.
En août 1793, ils furent parmi les premiers tombeaux détruits par ordre de la Convention à l'instigation de Bertrand Barère. Les deux gisants disparurent en même temps que celui du roi Dagobert Ier. De ces tombeaux subsiste un dessin de l'historien et collectionneur François Roger de Gaignières, conservé à la Bibliothèque nationale de France.

## Le royaume de Hugues Capet

### Les principautés territoriales
Hugues Capet, comme ses prédécesseurs, se fait appeler « rex Francorum » (roi des Francs) et non pas « roi de France », ce qui signifie qu'il se sent plutôt le souverain d'un peuple, les Francs (les hommes libres), que d'un territoire. Ces liens ne reposent pas sur une présence physique qui ferait connaître le roi dans l'ensemble du royaume. Il est même possible que le premier Capétien se désintéresse progressivement du sud du royaume puisque les abbayes ne font plus appel à lui pour la confirmation de leurs biens. S'il est connu au nord de la Loire, cela est moins vrai dans les régions méridionales, comme le confirme le récit d'Abbon de Fleury de son voyage en Gascogne :

« Me voici plus puissant en ce pays que le roi, car ici personne ne connaît sa domination. »

— Abbon de Fleury, v. 1000.

Carte 2 : Le royaume de Hugues Capet au début de son règne, fin du Xe siècle.

En effet, depuis le milieu du IXe siècle, les comtés créés au temps des Carolingiens sont devenus progressivement indépendants en exploitant la faiblesse du pouvoir royal. Les plus puissants d'entre eux se trouvent aux marges du royaume (carte 2) :
- le comté de Barcelone : a pris son indépendance depuis 985 ;
- le comté de Flandre : situé à l'extrême nord du royaume, il est dirigé par Arnoul II le Jeune puis Baudouin IV Belle-Barbe. La famille comtale, traditionnellement proche du pouvoir carolingien, a soutenu la candidature de Charles de Lorraine en 987 ;
- le duché de Normandie : situé à l'ouest de Paris, c'est un puissant duché géré efficacement par le duc Richard Ier qui y mène une politique de reconstruction religieuse. Le duc est un fervent opposant aux Carolingiens et l'allié des Robertiens. Il épouse Emma, sœur de Hugues Capet (960), et reconnaît ce dernier comme son seigneur (968) puis son souverain[113] ;
- le comté d'Anjou : riche et puissant, le comte d'Anjou Foulques Nerra est un appui fidèle du roi capétien qu'il soutiendra durant tout le règne ;
- les comtes de Blois, de Châteaudun, de Chartres et de Reims : Eudes Ier de Blois est l'ennemi personnel de Hugues Capet. Hugues le Grand avait confié à la famille de Blois un château qui est devenu indépendant au cours du Xe siècle. Son allié, Herbert II de Troyes, possède Troyes, Meaux, Provins et Vitry, et il est également un des grands ennemis du premier Capétien ;
- le royaume de Bretagne : selon les historiens, soit il bénéficie d'une large autonomie soit il était complètement indépendant depuis 851 par l'attribution du titre de roi à Erispoë par Charles le Chauve après la défaite cuisante de ce dernier. Ce royaume disparaît près de 50 ans plus tard avec sa conquête par les Normands entre 913 et 917. Le duché est recréé par Alain Barbetorte qui reprend Nantes mais reste sous influence normande, les ducs de Bretagne rendant hommage aux ducs de Normandie[114],[115]. Sa situation à la fin du Xe siècle est mal connue, faute de sources suffisantes, il semble toutefois que deux puissants seigneurs se partagent ce territoire, l'archevêque de Dol et le comte de Rennes. C'est l'époque d'une querelle dynastique qui fait suite à la mort de Drogon, fils du duc Alain Barbetorte, sans héritier (il était âgé de 4 ans). En 990, Conan Ier prend le titre de prince de Bretagne ;
- le duché d'Aquitaine : c'est la plus vaste des principautés territoriales (un quart du royaume), mais c'est aussi un conglomérat fragile composé du comté de Poitiers, du duché d'Aquitaine, de l'Auvergne… Par sa langue, ses coutumes, son climat, tout oppose l'Aquitaine au nord de la Francie. Le duc Guillaume IV d'Aquitaine se sent libre loin de Paris. Néanmoins, sa sœur Adélaïde est la reine des Francs ;
- le duché de Bourgogne : il est tenu par le frère du roi, Henri le Grand à partir de 965, à la suite de la mort de son autre frère Otton. Il est l'allié de Hugues. Ce duché reste tenu par un Capétien pendant tout le Moyen Âge, et constitue sous Hugues Capet un soutien au roi.

### Les possessions du roi

Carte 3 : Le rayonnement de Hugues Capet vers 995. D'après.

Les historiens se sont longtemps demandé pourquoi Hugues n'avait récupéré, à la suite de son couronnement, qu'un minuscule territoire qui allait constituer le domaine royal. Il semblerait que son élection eût été plus une reconnaissance affective qu'une reconnaissance de sa puissance vis-à-vis des grands seigneurs. En effet, ses plus proches voisins (duc de Normandie ou comte d'Anjou) sont plus riches que lui en terres et en hommes. Les possessions du nouveau roi sont réduites à des morceaux de l'ancien duché robertien, consolidé jadis par son père. Ces amputations ne sont absolument pas l'objet de pertes territoriales liées à la réclamation d'un frère cadet du roi.
Ce territoire est dominé par deux grandes villes, Paris et Orléans, puis par quelques villes moyennes, Étampes, Melun, Corbeil, Dreux et Senlis. Ces places fortes sont en réalité des chefs-lieux de pagi au sein desquels le roi n'exerce que le pouvoir comtal. Dans chacune de ces villes, Hugues Capet dispose d'un palais, d'une troupe de chevaliers et de revenus fonciers et économiques. Chacune de ses possessions est disjointe des autres puisque de gênants vassaux (Montmorency, Montlhéry…) sont venus s'y intercaler.
Enfin, le premier capétien dispose aussi d'abbayes qui restent de puissants appuis économiques et stratégiques : Saint-Martin à Tours, Saint-Benoît-sur-Loire (Abbaye de Fleury), Saint-Maur-des-Fossés, Saint-Germain-des-Prés et Saint-Denis. Il ne reste quasiment rien du domaine carolingien, si ce n'est autour de Laon. Il serait cependant illusoire de borner le rayonnement de Hugues Capet à son seul domaine royal. Son influence s'étend sur une région beaucoup plus vaste d'Orléans à Amiens (carte 3).

## L'administration au temps de Hugues Capet
Comme on l'a dit, nous sommes assez mal renseignés sur le règne de Hugues Capet. On n'a conservé qu'un petit nombre d'actes émis par sa chancellerie : à peine une douzaine. C'est infime comparé aux plusieurs centaines de son contemporain Otton III.

### La continuité carolingienne

Monogramme de Charlemagne, Karolus Rex (Charles roi), (IX).

Hugues Capet apparaît comme un souverain qui reste très « carolingien » dans certains de ses comportements. Dans un premier temps, il associe son fils unique, Robert, à la couronne. Le prince, âgé d'environ 15 ans, est acclamé puis sacré en la cathédrale d'Orléans par Adalbéron de Reims, le soir de Noël 987. Cette pratique était déjà usitée au temps des Carolingiens, mais le passé a montré que cette précaution n'empêchait pas l'élection d'un autre roi (Charles III en 922). De plus, Charles de Lorraine est toujours sur le devant de la scène et le roi a quelque peine à convaincre l'archevêque de Reims de le soutenir. Ce dernier, dont le rôle est capital pour légitimer le sacre, ne souhaite pas voir la nouvelle dynastie se renforcer précipitamment. Mais, face à l'argument de Hugues, qui affirme ne pas pouvoir laisser le royaume sans chef et sans succession assurée dans un univers hostile (les vassaux ennemis du roi, les Musulmans), l'archevêque doit céder.

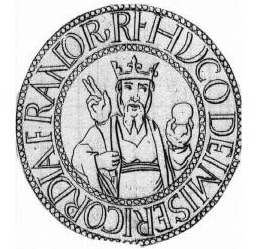
Sceau royal de Hugues autrefois fixé sur un diplôme du roi en faveur de Saint-Philibert de Tournus, relevé par Jean Mabillon (membre de l'Académie royale des Inscriptions et Médailles) en 1681 et publié dans son œuvre, De re diplomatica lib..

Plus curieusement, on assiste au maintien par le roi lui-même et par son entourage d'une tradition impériale de la monarchie franque. Ainsi, une charte royale de Hugues Capet, datée de 992, le présente lui-même et son fils se déclarant « détenteurs du pouvoir sur l'Empire des Francs » (imperii Francorum (…) potiti). Un autre souvenir franc est la confection d'un manteau royal sur ordre de la reine Adélaïde, confié à la garde de Saint-Denis. Ce vêtement, appelé orbis terrarum, symbolise le monde. C'est un manteau impérial et sa signification est claire : « celui qui s'en pare porte le monde sur ses épaules, tel Atlas »,. Jusqu'en 988, tous les actes royaux du premier capétien suivent une pratique carolingienne selon laquelle la signature (souscription) est réalisée à la fois par la chancellerie et par le roi, qui y appose les signes royaux : son monogramme (modèle carolingien) et le sceau. Après cette date, encore un acte sur deux (connu) se fera de cette manière.
| Souverain    | Diplômes de type carolingien | Diplômes à souscriptions multiples | Chartes non royales souscrites par le roi | Inutilisables |
| ------------ | ---------------------------- | ---------------------------------- | ----------------------------------------- | ------------- |
| Hugues Capet | 11                           | 1                                  | 1                                         | 4             |
| Philippe Ier | 11                           | 46                                 | 26                                        | 7             |

Enfin, le rétrécissement, tant décrié par certains historiens, des relations par actes au temps des premiers capétiens, est peu net. Sous les Carolingiens, les diplômes royaux sont rares en Normandie, Anjou, Poitou, Berry et Auvergne, et même inexistants en Gascogne, Bordelais et Toulousain. Au temps de Hugues Capet, on envoie moins de documents en Flandre et en Auvergne, mais on note une multiplication des actes vers la Normandie, la Touraine et le Berry. Il n'y a donc pas une véritable coupure avec les expéditions carolingiennes (excepté dans l'extrême sud). Bref, Richer présente le roi Hugues comme un « roi guerrier » qui accomplit des exploits avec son armée. Pour être un vrai Carolingien, il ne lui manque que le sang de Charlemagne !

### La rupture capétienne

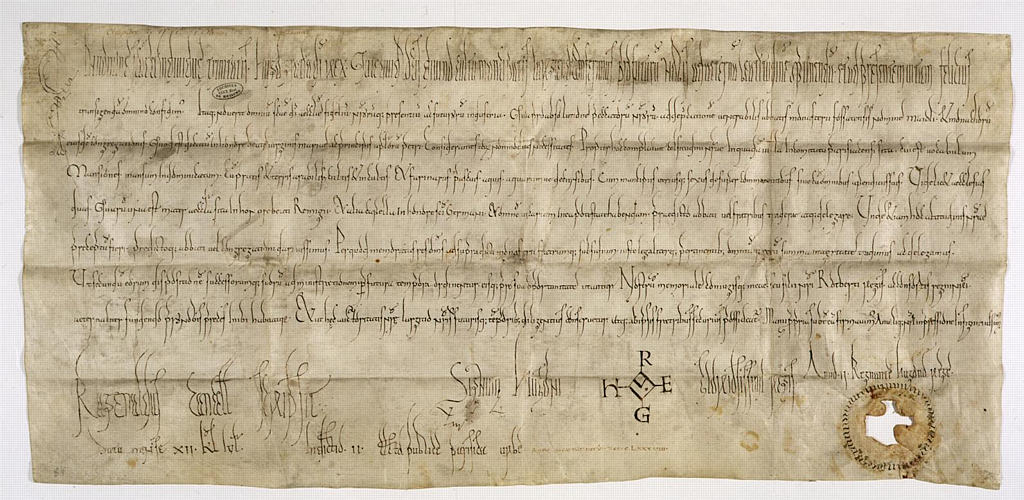
Charte de Hugues Capet cédant les terres de Maisons-Alfort à l'abbaye Saint-Maur-des-Fossés (988).

Jusqu'en 987, les clercs ne produisent plus de grands textes. Les règnes des derniers Carolingiens ne stimulent pas les penseurs et semblent mettre de côté les hommes d'Église. Avec Hugues Capet, la situation semble changer. Dans un de ses diplômes, le roi apparaît comme l'intermédiaire entre les clercs et le peuple (mediator cleri et plebis). D'ailleurs, Abbon de Fleury et Richer de Reims sont conscients du changement avec l'ancienne dynastie. Le moine de Reims ajoute qu'Hugues et Robert réagissent :

« Non par une impulsion précipitée mais comme ils avaient coutume en toutes choses, en prenant conseil de la façon la plus attentive. »

— Richer de Reims, Histoires, v. 990.

Carte 4 : Représentation des destinataires des actes de Hugues Capet. D'après J.-F. Lemarignier, Le gouvernement royal aux temps des premiers Capétiens (987-1108), Picard, Paris, 1965.

Et les deux rois eux-mêmes, sous la plume de Gerbert d'Aurillac, insistent sur cette nécessité de consilium « ne voulant en rien abuser de la puissance royale nous décidons toutes les affaires de la res publica [la chose publique] en recourant aux conseils et sentences de nos fidèles ». En fait, au besoin, les évêques du Nord assistent et soutiennent le roi lors de plaids royaux ou de synodes. Mais Hugues a besoin de l'appui de l'Église pour asseoir davantage sa légitimité, et parce que les contingents de cavaliers qui composent son armée proviennent en grande partie des évêchés.
Concernant les actes royaux, on a vu que le roi n'est réellement présent que dans la région située entre l'Oise et la Seine. Les diplômes royaux peuvent être également des chartes privées comportant un grand nombre de souscriptions. Avec Hugues Capet s'ouvre une nouvelle pratique dans la rédaction des actes. Jusqu'en 987, ils faisaient uniformément l'objet, on l'a souligné, d'une signature de la chancellerie jointe à celle du roi. Dorénavant, le roi doit faire souscrire certains de ses diplômes (un seul connu pour Hugues Capet) non par le seul chancelier, mais par les personnes qui l'entourent (les grands seigneurs).
Désormais, il semblerait que l'autorité royale ne serve plus, à elle seule, à valider la décision qui est prise,. En effet, les actes émanant de la chancellerie sont principalement des privilèges qui confirment les domaines des établissements religieux (par exemple Saint-Maur-des-Fossés, 988) et les placent sous la protection du roi (carte 4) : les clercs estiment-ils inutile de demander la protection d'un souverain aussi faible ? Cette remarque est aujourd'hui discutée puisqu'on considère que ce changement administratif traduit moins un affaiblissement royal qu'un changement de méthode progressif à partir de Hugues Capet. Les derniers Carolingiens délivraient encore un nombre important de diplômes aux églises situées dans le Midi. Il s'agissait pour eux de mettre en place un sentiment de légitimité et de protection royale contre les musulmans proches, politique mise entre parenthèses depuis le milieu du Xe siècle.

## Développement culturel et architectural
On assiste à un nouvel essor culturel décrit par Helgaud de Fleury à partir de la fin du Xe siècle. Si l'Antiquité a toujours été présente dans la culture du haut Moyen Âge, le paysage monumental est en train de changer. On connaît aujourd'hui l'existence d'un art préroman clairement différencié de l'art carolingien.
On prête à Hugues Capet et à la famille royale un certain nombre de constructions : le souverain continue la construction du monastère Saint-Magloire entreprise par son père à Paris, tandis que la reine Adélaïde fait bâtir à Senlis une chapelle pour abriter les reliques de saint Frambourg et une autre à Argenteuil pour l'abbaye Notre-Dame. Hugues Capet agit en étroite collaboration avec le centre culturel de Saint-Benoît-sur-Loire. Les évêques jouent également un rôle primordial ; on travaille dans certaines cités à reconstruire ou à agrandir les sanctuaires : c'est le cas, à la fin du Xe siècle, de Beauvais et surtout de Reims. À cet égard, Richer de Reims nous décrit la reconstruction de la cathédrale de Reims par l'archevêque Adalbéron de Reims en 976. Plusieurs travaux sont effectués : on abat les cryptes occidentales et l'ouvrage voûté carolingien à l'entrée, on le remplace par un clocher-porche, puis on y place le corps de saint Calixte avant de faire élever un autel avec un oratoire. Enfin, l'autel principal est décoré d'une croix d'or et on fait percer de nouvelles fenêtres pourvues de vitraux historiés. En revanche, tous les contemporains ne partagent pas forcément cet engouement. En effet, pour le continuateur de Flodoard, qui poursuit la rédaction des annales depuis la mort de ce dernier, cette reconstruction est considérée comme un « sacrilège ».
Les centres urbains se développent également. À Tours, le quartier Saint-Martin, protégé par son castrum de pierre, engendre une agglomération dynamique avec de nombreuses boutiques. À Paris, à l'époque de Hugues Capet, la cité est tout entière occupée par le quartier épiscopal à l'est et le palais royal à l'ouest. Entre les deux, on note la présence d'un quartier dont les habitants fournissent le roi et l'évêque en produits précieux. Sur les deux rives s'élèvent des bourgs monastiques autour desquels s'étendent des vignes, des ateliers et des ports fluviaux (Saint-Germain-des-Prés). Ailleurs, à Châteaudun, la collégiale Notre-Dame apparaît en 1003 dans l'enceinte du castrum édifié par le comte de Blois, mais cela reste un cas isolé puisque les châteaux privés restent rares. À la fin du XIe siècle, le timide éveil économique permet de poursuivre la composition urbaine des cités (caractérisée par une structure polynucléaire) : cité épiscopale, castrum et suburbium hérités du haut Moyen Âge.

## Hugues Capet et l'Église

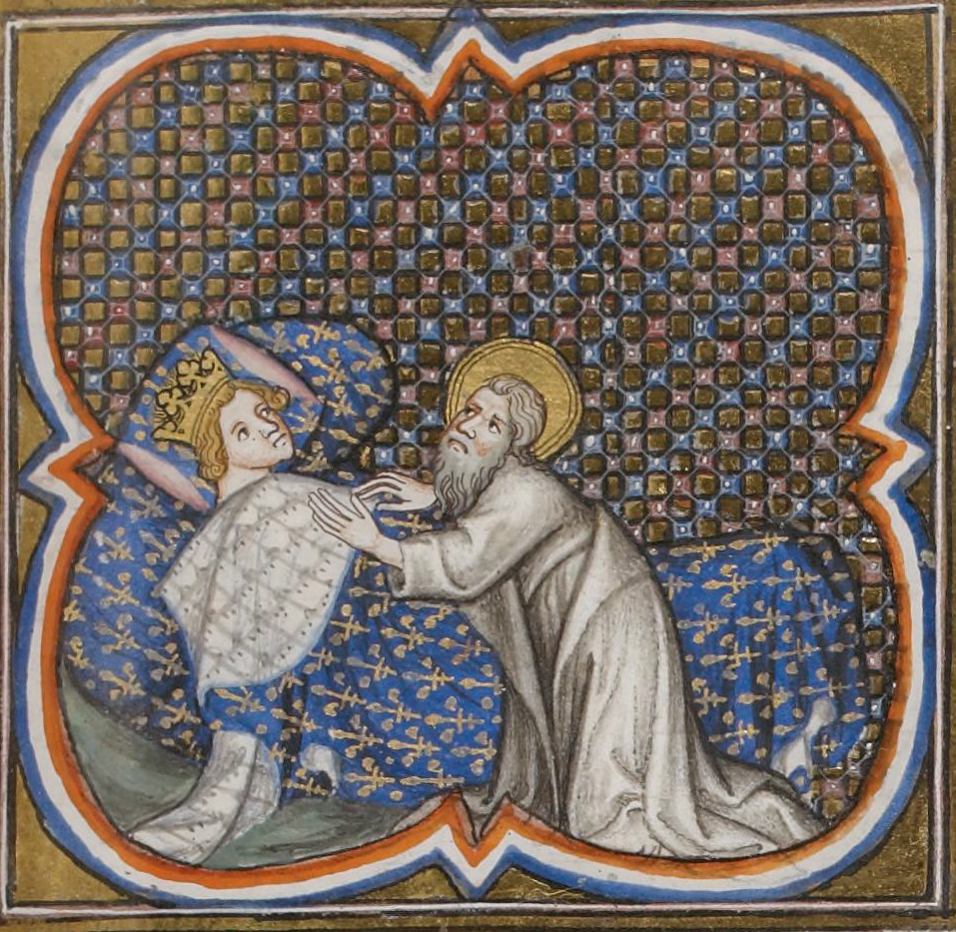
Saint Valery apparaissant à Hugues Capet (Grandes Chroniques de France, XIVe siècle), Paris, Bibliothèque nationale de France.

Hugues Capet, lui-même abbé, comprend vite tout l'intérêt qu'il peut tirer de la réforme clunisienne. Il entretient des liens d'amitié avec Maïeul de Cluny, fait montre de dévotion aux cérémonies religieuses et de soutien à la réforme monastique. Il octroie, en 994 à l'abbé Heldric de Saint-Germain d'Auxerre, l'élection de l'abbé par les seuls moines, et non plus par l'évêque d'Auxerre. Il est logiquement soutenu pour son élection par les réformateurs de l'Église et, en particulier, par Gerbert d'Aurillac et Adalbéron de Reims, personnalités influentes et proches des Ottoniens, ce d'autant que les Carolingiens se sont montrés menaçants pour Otton II et Otton III.
Mais, une fois au pouvoir, il doit, aux yeux des Ottoniens, rester suffisamment faible pour que la Francie ne puisse s'ériger en contre-pouvoir. Par exemple, Adalbéron rechigne à sacrer son fils Robert, pourtant formé par son écolâtre Gerbert. Il faut toute l'habileté politique de Hugues Capet pour le convaincre. Ce dernier délègue ensuite à Robert le Pieux de réelles responsabilités religieuses et militaires qui l'imposent de fait comme son successeur. La réforme monastique ne pouvant pas emporter l'adhésion de tous les abbés et évêques laïcs, des divisions existent au sein de l'Église. Odilon de Cluny et le mouvement de la Paix de Dieu sont fortement critiqués par des personnalités ecclésiastiques de premier ordre, surtout au nord de la Loire, comme Adalbéron de Laon ou Gérard de Cambrai. Les Ottoniens contrôlent le Saint-Siège et manœuvrent pour que, en Francie, le pouvoir reste partagé entre Carolingiens et Robertiens.
La trahison de l'archevêque Arnoul a porté un rude coup au crédit du roi. Cependant, ce dernier manœuvre avec habileté, utilisant la voie conciliaire pour contrer les décisions du Saint-Siège (qui est assujetti à l'empereur). De plus, en contraste avec le peu de moyens dont il dispose, la légitimité du roi s'affermit grâce au soutien de grands ecclésiastiques : ils voient bien que le roi, bien que faible, incarne la tradition d'une autorité supérieure, seule capable de maintenir l'ordre et la paix dans la société chrétienne. Les évêques aquitains et languedociens élaborent sans doute, faute de mieux, la Paix de Dieu au moment même où Hugues Capet commence à régner, mais leurs confrères du Nord, plus proches de la royauté, cherchent à lui apporter un soutien idéologique (Gérard de Cambrai, Adalbéron de Laon).

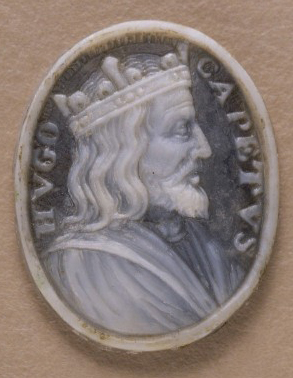
Médaillon présentant Hugues Capet de profil (vue d'artiste), 1630-1640, Bibliothèque nationale de France.

À cet égard, Abbon de Fleury, qui avait vigoureusement défendu Arnoul au concile de Verzy, écrit que, à partir du règne de Hugues Capet, la théorie de la royauté, forgée par Hincmar de Reims, est reprise : le roi règne en s'appuyant sur les conseils des ecclésiastiques. Lui et ses contemporains, pour des raisons obscures et paradoxales, assignent à partir de ce moment un grand intérêt à la royauté. Abbon rappelle qu'il faut être fidèle au roi et que chacun des grands seigneurs ne se trouve finalement être qu'un dépositaire du service dû au roi. Oubliée sous les derniers carolingiens, l'image du « roi idéal » fait son apparition : « le pouvoir se situe toujours dans la sphère élevée du public et s'exerce comme office en vue du bien commun », ajoute Abbon. Il semble que, sur ce point, Hugues, pour redorer son blason aux yeux des évêques (en construisant des bâtiments religieux par exemple), ait dû légitimer ses actions contre les Carolingiens :

« Si Louis, de sainte mémoire, avait laissé une progéniture, celle-ci lui aurait légitimement succédé. »

— Hugues Capet selon Richer, 990.
Abbon entend sauvegarder pour l'avenir la mémoire capétienne, qui reste encore fragile dans les mentalités du XIe siècle. Contrairement aux derniers Carolingiens, les premiers capétiens s'attachent un clan d'évêques au nord-est de Paris (Amiens, Laon, Soissons, Châlons…), dont le soutien se montrera déterminant dans la suite des événements. Hugues Capet et Robert le Pieux ont besoin de l'appui de l'Église pour asseoir davantage leur légitimité, entre autres parce que les évêchés fournissent de gros contingents pour l'armée royale. Dans un de leurs diplômes, les deux rois apparaissent comme les intermédiaires entre les clercs et le peuple (mediatores et plebis). Et les deux rois eux-mêmes, sous la plume de Gerbert d'Aurillac, insistent sur cette nécessité de consilium : « Ne voulant en rien abuser de la puissance royale nous décidons toutes les affaires de la res publica en recourant aux conseils et sentences de nos fidèles ». Ce soutien de l'Église à la nouvelle dynastie se traduit au début du XIe siècle par la prophétie de saint Valery : deux auteurs originaires des monastères de Saint-Valery et de Saint-Riquier, dans le Nord, affirmèrent que saint Valery apparut à Hugues Capet pour lui promettre que ses successeurs régneraient sur le royaume des Francs « jusqu'à la septième génération »,. Cette prophétie de saint Valery était une réponse à l'affirmation formulée à Sens au début du XIe siècle d'après laquelle les Capétiens étaient des usurpateurs.
Finalement, malgré un pouvoir réel relativement faible et en dépit de la puissance des Ottoniens, Hugues Capet parvient à jouer des divisions au sein de la grande aristocratie et de l'Église pour obtenir suffisamment de soutiens à la transmission héréditaire de sa couronne. En même temps, la restauration du pouvoir royal s'inscrit dans un mouvement plus large : la Paix de Dieu est en train de fonder progressivement une société à trois ordres, dans laquelle le clergé, qui est dépositaire de la culture, se rend indispensable à l'exercice du pouvoir.
Paradoxalement, l'évolution se fait au XIe siècle alors que le soutien clérical apparaît de moins en moins indispensable (en particulier à partir du règne de son petit-fils Henri Ier) et que s'affirme l'influence des puissants laïcs.

## Prix Hugues-Capet
Le prix Hugues-Capet vise à récompenser depuis 1994 un ouvrage écrit sur « un roi de France, une reine de France, un prince capétien, l'un de leurs aïeux, de leurs conjoints, de leurs descendants, ou sur l'un des grands serviteurs du royaume ».
Le jury a été présidé, de 1994 jusqu’à son décès en 2003, par Isabelle d'Orléans et Bragance (1911-2003), comtesse de Paris. La princesse Béatrice de Bourbon-Siciles lui a depuis succédé.

### Articles connexes

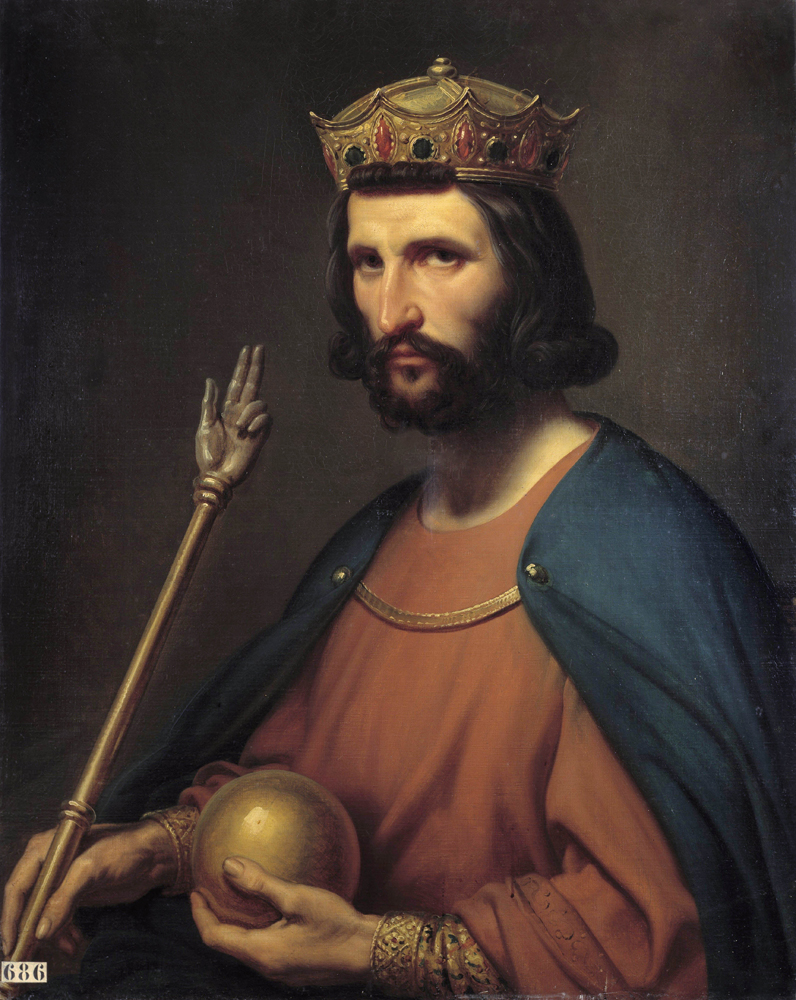
Vue d'artiste du roi Hugues Capet. Huile sur toile de Charles de Steuben, 1837, Château de Versailles.

#### Sources primaires
- Abbon de Fleury, Opera, latin, 139, collection 422-570.
- Gerbert d'Aurillac, Correspondance, édition Julien Havet, Picard, Paris, 1889.
- Richer de Reims, Histoire de France, édition Robert Latouche, Les Belles Lettres, Paris, 1937.
- Richer de Reims, Le Coup d'État capétien, 888-997, Paris, Paléo Éditions, 2002 (ISBN 978-2-913944-66-4).
- Jules Viard (éd.), Les Grandes Chroniques de France : publiées pour la Société de l'Histoire de France par Jules Viard, t. 5 : Hugues Capet à Louis VI le Gros, Paris, Librairie ancienne Honoré Champion, 1928, XVI-295 p. (lire en ligne).

#### Ouvrages
- Dominique Barthélemy, Nouvelle histoire de la France médiévale, vol. 3 : L'ordre seigneurial, XIe-XIIe siècle, Paris, Éditions du Seuil, coll. « Points. Histoire » (no 203), 1990, 318 p. (ISBN 2-02-011554-9).
- Dominique Barthélemy, Nouvelle histoire des capétiens : 987-1214, Paris, Éditions du Seuil, 2012, 372 p. (ISBN 978-2-02-085163-3) .
- Robert Delort (dir.), La France de l'an Mil, Paris, Éditions du Seuil, coll. « Points. Histoire » (no 130), 1990, 436 p. (ISBN 978-2-02-011524-7).
- Georges Duby, L'an mil, Paris, Éditions Gallimard, 1993, 295 p. (ISBN 978-2-07-032774-4).
- Claude Gauvard, La France au Moyen Âge du Ve au XVe siècle, Paris, Presses universitaires de France, 1999, 568 p. (ISBN 978-2-13-047881-2).
- Claude Gauvard (dir.), Dictionnaire du Moyen Âge, Paris, Presses universitaires de France, 2002, 1548 p. (ISBN 978-2-13-054339-8).
- Olivier Guillot, Hugues Capet et les premiers Capétiens : 987-1180, Paris, Éditions Tallandier, 2002, 159 p. (ISBN 978-2-235-02319-1).
- Olivier Guillot et Yves Sassier, Pouvoirs et institutions dans la France médiévale, t. 1 : Des origines à l'époque féodale, Paris, Armand Colin, coll. « U. Histoire médiévale », 2003, 350 p. (ISBN 978-2-200-26500-7, présentation en ligne), [présentation en ligne], [présentation en ligne].
- Olivier Guillot (dir.) et Robert Favreau (dir.), Pays de Loire et Aquitaine de Robert le Fort aux premiers Capétiens : actes du colloque scientifique international tenu à Angers en septembre 1997, Poitiers, Société des antiquaires de l'Ouest, coll. « Mémoires de la Société des antiquaires de l'Ouest et des musées de Poitiers / 5e » (no 4), 1997, 266 p. (présentation en ligne), [présentation en ligne].
- Dominique Iogna-Prat (dir.), Religion et culture autour de l'an Mil. Royaume capétien et Lotharingie : actes du Colloque Hugues Capet, 987-1987, la France de l'an mil, Auxerre, 26 et 27 juin 1987 ; Metz, 11 et 12 septembre 1987, Paris, Picard, 1990, 350 p. (ISBN 978-2-7084-0392-5, présentation en ligne).
- Jean-François Lemarignier, Le gouvernement royal aux premiers temps capétiens (987-1108), Paris, A. et J. Picard, 1965, 233 p. (présentation en ligne), [présentation en ligne].
- Andrew W. Lewis (trad. de l'anglais par Jeannie Carlier), Le Sang royal : la famille capétienne et l’État, France, Xe – XIVe siècle [« Royal Succession in Capetian France »], Paris, Éditions Gallimard, coll. « Bibliothèque des histoires », 1986, 436 p. (ISBN 2-07-070514-5, présentation en ligne), [présentation en ligne].
- Ferdinand Lot, Études sur le règne de Hugues Capet et la fin du Xe siècle : (thèse présentée à la Faculté des lettres de l'Université de Nancy), Paris, Librairie Émile Bouillon éditeur, coll. « Bibliothèque de l'École des hautes études. Sciences philologiques et historiques » (no 147), 1903, XL-526 p. (présentation en ligne, lire en ligne).
- François Menant, Hervé Martin, Bernard Merdrignac et Monique Chauvin, Les Capétiens : histoire et dictionnaire, 987-1328, Paris, Éditions Robert Laffont, coll. « Bouquins », 1999, LXXIX-1220 p. (ISBN 2-221-05687-6, présentation en ligne).
- Michel Parisse (dir.), Le roi de France et son royaume autour de l'an mil : colloque Hugues Capet, 987-1987, la France de l'an mil, Paris, Senlis, 22-25 juin 1987, Paris, Éditions Picard, 1992, 255 p. (ISBN 978-2-7084-0420-5).
- Pierre Riché, Les Carolingiens, une famille qui fit l'Europe, Paris, Hachette, coll. « Pluriel », 1983 (réimpr. 1997), 490 p. (ISBN 2-01-278851-3, présentation en ligne).
- Yves Sassier, Hugues Capet : naissance d'une dynastie, Paris, Fayard, 1987, 357 p. (ISBN 978-2-213-01919-2, présentation en ligne).
- Yves Sassier, Royauté et idéologie au Moyen Âge, Paris, Armand Colin, coll. « U. Histoire », 2000, 346 p. (ISBN 978-2-200-01656-2).
- Laurent Theis, L'avènement de Hugues Capet : 3 juillet 987, Paris, Éditions Gallimard, coll. « Trente journées qui ont fait la France » (no 4), 1984, 311 p. (ISBN 2-07-070046-1, présentation en ligne).
- Laurent Theis, Nouvelle histoire de la France médiévale, vol. 2 : L'héritage des Charles : de la mort de Charlemagne aux environs de l'an mil, Paris, Éditions du Seuil, coll. « Points. Histoire » (no 202), 1990, 280 p. (ISBN 978-2-02-011553-7).
- Laurent Theis, Histoire du Moyen Âge Français, Paris, Éditions Perrin, 1992.
- Laurent Theis, Robert le Pieux : le roi de l'an mil, Paris, Éditions Perrin, 1999, 268 p. (ISBN 978-2-262-01375-2).

#### Articles, contributions, communications
- Xavier Barral i Altet, « Le paysage architectural de l'an Mil », La France de l'an Mil, Paris, Seuil,‎ 1990, p. 169-183.
- Dominique Barthélemy, « Dominations châtelaines de l'an Mil », La France de l'an Mil, Seuil, Paris, 1990, p. 101-113.
- Dominique Barthélemy, « Le pillage, la vengeance et la guerre », Collections de l'Histoire, 16, 2002.
- Robert-Henri Bautier, « L'avènement d'Hugues Capet », Le roi de France et son royaume autour de l'an mil, Picard, Paris, 1992, p. 27-37.
- Colette Beaune, « Roi », Dictionnaire du Moyen Âge, Paris, Presses universitaires de France, 2002, p. 1232-1234.
- Bernhard Blumenkranz, « Où est mort Hugues Capet ? », Bibliothèque de l'École des chartes, Paris, Librairie Marcel Didier, t. 115,‎ 1957, p. 168-171 (lire en ligne).
- Pierre Bonnassie, « D'une servitude à l'autre : Les paysans du royaume 987-1031 », La France de l'an Mil, Paris, Seuil,‎ 1990, p. 125-141.
- Michel Bur, « Adalbéron, archevêque de Reims, reconsidéré », Le roi de France et son royaume autour de l'an mil, Picard, Paris, 1992, p. 55-63.
- André Chédeville, « Le paysage urbain vers l'an Mil », Le roi et son royaume en l'an Mil, Paris, Picard,‎ 1990, p. 157-163.
- Robert Delort, « France, Occident, monde à la charnière de l'an Mil », La France de l'an Mil, Seuil, Paris, 1990, p. 7-26.
- Pierre Gasnault, « Hugues Capet et la Villa des Juifs », Bibliothèque de l'École des chartes, Paris, Librairie Marcel Didier, t. 118,‎ 1960, p. 166-167 (lire en ligne).
- Rolf Grosse, « La royauté des premiers Capétiens : « un mélange de misère et de grandeur » ? », Le Moyen Âge, Louvain-la-Neuve / Paris, De Boeck Supérieur, t. CXIV,‎ 2008, p. 255-271 (lire en ligne).
- Olivier Guyotjeannin, « Les évêques dans l'entourage royal sous les premiers Capétiens », Le roi de France et son royaume autour de l'an mil, Paris, Picard,‎ 1992, p. 91-98.
- Richard Landes, « L'accession des Capétiens : une reconsidération selon les sources aquitaines », dans Dominique Iogna-Prat et Jean-Charles Picard (dir.), Religion et culture autour de l'an Mil. Royaume capétien et Lotharingie : actes du Colloque Hugues Capet, 987-1987, la France de l'an mil, Auxerre, 26 et 27 juin 1987 ; Metz, 11 et 12 septembre 1987, Paris, Picard, 1990, 350 p. (ISBN 2-7084-0392-3, présentation en ligne), p. 151-166.
- Guy Lanoë, « Les ordines de couronnement (930-1050) : retour au manuscrit », Le roi de France et son royaume autour de l'an mil, Picard, Paris, 1992, p. 65-72.
- Michel Parisse, « Hugues Capet et la France de l'an Mil : une réhabilitation », Comptes rendus de l'Académie des inscriptions et belles-lettres, Paris, De Boccard,‎ 1987, p. 774-781 (lire en ligne).
- Michel Parisse, « Qu'est-ce que la France de l'an Mil ? », La France de l'an Mil, Paris, Seuil,‎ 1990, p. 29-48.
- Hervé Pinoteau, « Les insignes du roi vers l'an mil », Le roi de France et son royaume autour de l'an mil, Picard, Paris, 1992, p. 73-88.
- Jean-Pierre Poly, « Le capétien thaumaturge : genèse populaire d'un miracle royal », La France de l'an Mil, Seuil, Paris, 1990, p. 282-308.
- Annie Renoux, « Palais capétiens et normands à la fin du Xe siècle et au début du XIe siècle », Le roi de France et son royaume autour de l'an mil, Picard, Paris, 1992, p. 179-191.
- Annie Renoux, « Évocation morphologique des palais normands et capétiens à la fin du Xe siècle et au début du XIe siècle », Le roi de France et son royaume autour de l'an mil, Picard, Paris, 1992, p. 193-200.
- Bernard Ribémont et Michel Salvat, « De Francion à Hugues Capet, descendant d'un boucher : légende des origines et encyclopédisme », Le Moyen Âge, t. XCIX (5e série, tome 7), no 2,‎ 1993, p. 249-262 (lire en ligne).
- Yves Sassier, « Capétiens », Dictionnaire du Moyen Âge, Presses universitaires de France, Paris, 2002, p. 214-217.
- Michel Sot, « Hérédité royale et pouvoir sacré avant 987 », Annales. Économies, sociétés, civilisations, Paris, Armand Colin, no 3, 43e année,‎ mai-juin 1988, p. 705-733 (lire en ligne).
- Michel Sot, « Les élévations royales de 888 à 987 dans l'historiographie du Xe siècle », Religion et culture autour de l'an Mil, Paris, Picard,‎ 1990, p. 145-150.
- Thomas G. Waldman, « Saint-Denis et les premiers Capétiens », Religion et culture autour de l'an Mil, Picard, Paris, 1992, p. 191-197.
- Karl Ferdinand Werner, « Les Robertiens », Le roi de France et son royaume autour de l'an mil, Picard, Paris, 1992, p. 15-26.